# Valparaíso
Valparaíso es una comuna y ciudad capital de la provincia y Región de Valparaíso. Se sitúa en la zona central de Chile y es el centro histórico, institucional y universitario del Gran Valparaíso, que forma junto a los municipios de Viña del Mar, Quilpué, Villa Alemana y Concón. Como capital de la región, alberga a la Delegación Presidencial y al Gobierno Regional de Valparaíso, además de ser sede del Congreso Nacional, un importante terminal portuario y una de las tres urbes chilenas más pobladas.
Cuenta con una población cercana a 300 000 personas, y si se incluye su área metropolitana supera los 950 mil habitantes, siendo la más poblada de la región y la tercera urbe tras el Gran Santiago y el Gran Concepción.
Valparaíso es base de la Comandancia en Jefe de la Armada de Chile y de otras instituciones del Estado de carácter nacional como el Ministerio de las Culturas, las Artes y el Patrimonio, la Subsecretaría de Pesca y Acuicultura, el Servicio Nacional de Aduanas y el Servicio Nacional de Pesca y Acuicultura. Es uno de los puertos con mayor movimiento de Chile y uno de los más importantes del Pacífico Sur.
La ciudad es reconocida por ser un gran centro de educación superior, ya que están establecidas algunas de las universidades más importantes de Chile, como la Universidad de Valparaíso, Universidad Técnica Federico Santa María, Pontificia Universidad Católica de Valparaíso y Universidad de Playa Ancha.
Geográficamente, Valparaíso se presenta en forma de un gran anfiteatro natural, emplazada en la bahía homónima y rodeada de numerosos cerros, en los cuales vive la mayor parte de la población. Entre el pie de los cerros y el mar se forma el Plan, centro administrativo, comercial y financiero de la ciudad; mientras el bordemar es ocupado por el puerto.
Debido a su riqueza arquitectónica desarrollada principalmente a finales del siglo XIX, en 2003 su centro histórico fue declarado Patrimonio de la Humanidad por la Unesco, convirtiéndose en el tercer sitio chileno protegido por el organismo internacional, tras el parque nacional Rapa Nui y 16 iglesias de Chiloé.

## Toponimia
Existen dos versiones sobre el origen de su nombre, una se le atribuye a Juan de Saavedra quien habría bautizado en 1536 con el nombre de Valparaíso la rada donde encontró la nave Santiaguillo en recuerdo de su pueblo natal de Valparaíso de Arriba (Ayuntamiento de Carrascosa del Campo, Cuenca, España).
Otra versión le atribuye este nombre a los soldados del navegante Juan Bautista Pastene, quienes lo habrían llamado «Val del paraíso», es decir «Valle del paraíso», y que con el uso se habría transformado en Valparaíso.

### Otros nombres
El lugar donde se levanta hoy la ciudad era llamado por los mapuches del sector Aliamapu o Alimapu (del mapudungún: alia mapu ‘tierra quemada’), posiblemente en relación a sus frecuentes incendios forestales, pese a que la vegetación nativa del área convierte en improbable esta versión, siendo más factible una referencia a lo arcilloso de la tierra roja del lugar. Además se conocía como Quintil (del mapudungún:  ‘lugar donde se boga’) el valle atravesado por el estero San Francisco (Plaza Echaurren).
Valparaíso se conoce también como «Pancho». La tradición cuenta que en 1846 se comenzó a construir la iglesia de San Francisco en el cerro Barón de la cual sobresalía la torre que albergaba la maquinaria para el reloj y cuatro grandes esferas que se podían ver desde cualquier ubicación, especialmente desde alta mar, siendo una referencia obligada para los marinos que recalaban a la bahía. Al ver el campanario, coronado por una cruz de hierro, los marinos decían: «¡allá está Pancho!». Otra teoría del origen de esta denominación señala que los marinos estadounidenses que arribaban al puerto se asombraban de su similitud con el puerto de San Francisco, comentarios que los locales replicaron con el apodo aplicado a los Franciscos.
Es llamada también la «Joya del Pacífico»; existe una popular canción que lleva ese título y que es considerada el himno popular de la ciudad.
Es muy común entre los chilenos la abreviatura «Valpo» como denominación coloquial.
Si bien Valparaíso no fue fundada bajo un nombre específico, cabe destacar que entre los años 1789 y 1791 se estableció un cabildo que logró que en 1802 el Rey de España le diera el título de «Ciudad de Nuestra Señora de las Mercedes de Puerto Claro», en honor a su patrona quien además aparece en el escudo oficial.

## Historia

### Orígenes

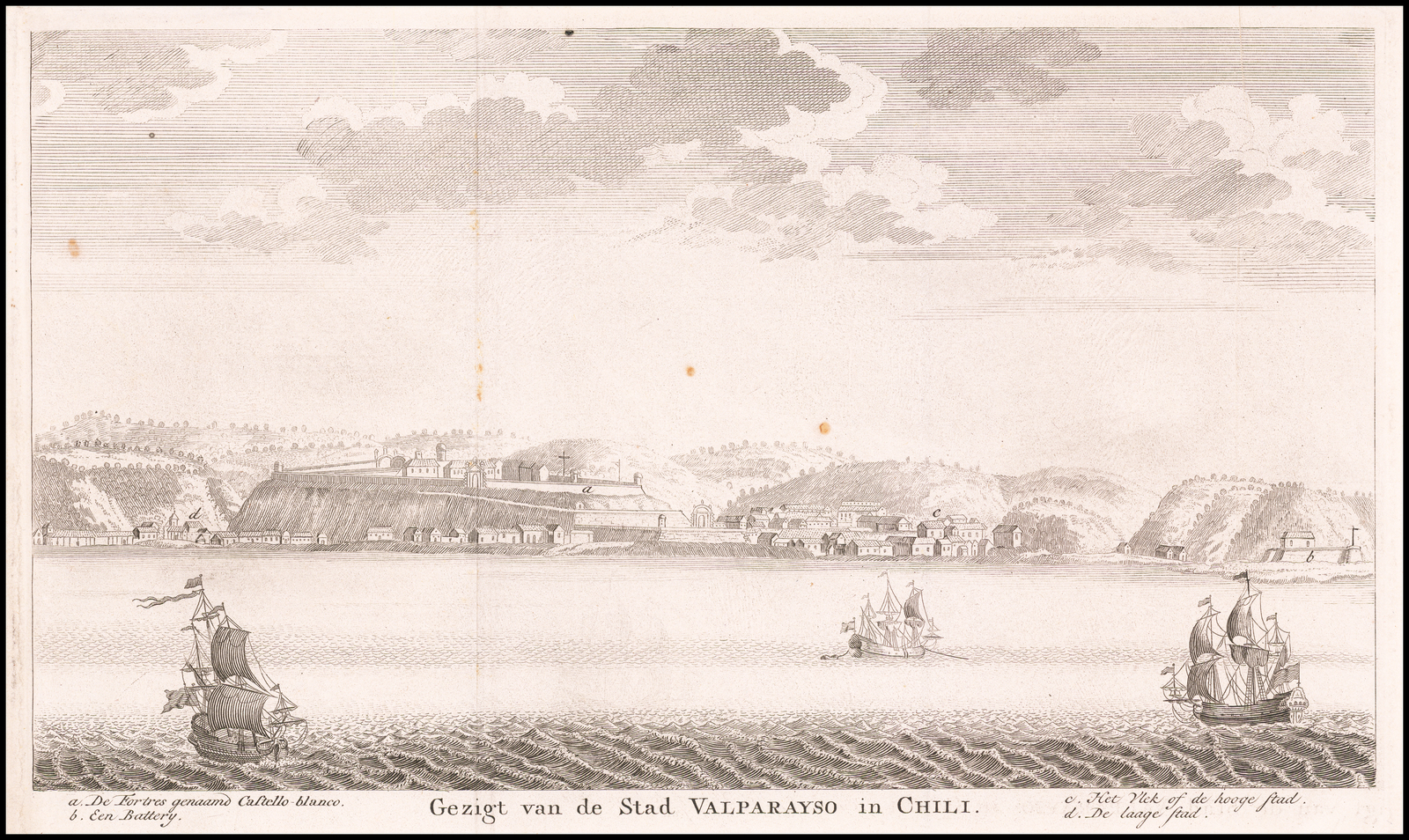
Valparaíso, 1766

La zona donde se desarrolló posteriormente Valparaíso fue habitada por grupos picunches, arqueológicamente identificados como cultura Aconcagua, que se dedicaban a la pesca, el marisqueo y la caza de lobos marinos, recursos que además podían comercializar con los valles del interior. Durante el periodo de dominación inca, la zona formó parte del Collasuyo, pasando a depender del lonco Tanialonco, señor del curso inferior del río Aconcagua, quien había sido investido como curaca del inca.

### Era virreinal (siglos XVI al XIX)

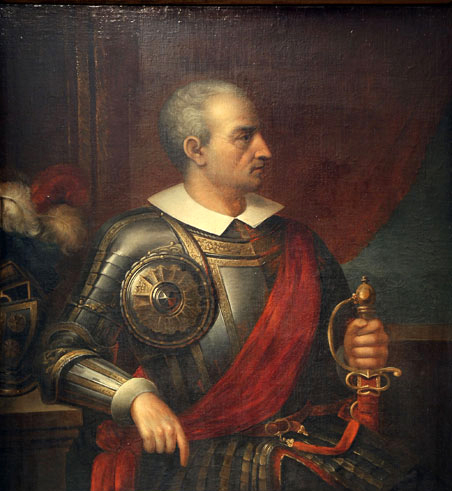
Diego de Almagro.

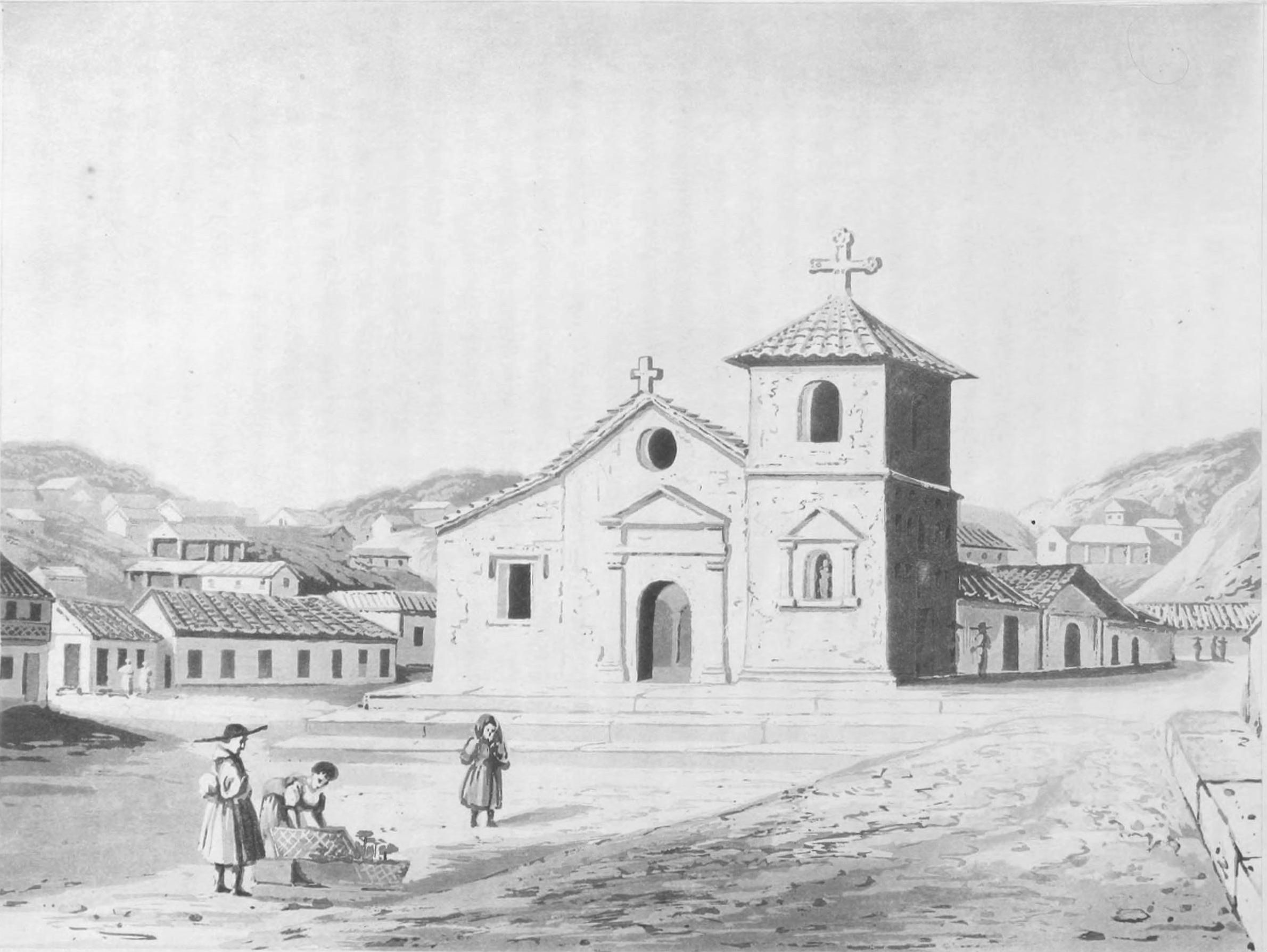
Maria Graham. Iglesia de la Matriz, 1822.

El descubrimiento oficial de Valparaíso para los europeos se dio en el marco de la expedición a Chile del español Diego de Almagro, quien organizó en 1534 desde Cuzco (luego de «diferencias» con Francisco Pizarro) su viaje a este país. El 3 de julio de 1535 el conquistador partió en busca de las grandes cantidades de oro que pensó que había en Chile. Para esto, aparte de la expedición terrestre que comandaba Almagro, hubo otra, marina, en tal que su descubrimiento oficial se da por un buque español llamado Santiago (o Santiaguillo), que salió de Callao junto con otros dos barcos, al mando de los pilotos Juan Fernández y Alonso de Quinteros, los cuales debían auxiliar a la expedición que por tierra venía a conquistar a Chile. El Santiago abordó el puerto y anduvo por la costa buscando a los expedicionarios terrestres. Uno de éstos, el capitán Juan de Saavedra, enviado por Almagro, descendió a la playa y se puso en comunicación con el buque en los primeros días de septiembre de 1536, bautizándolo con el nombre de Valparaíso en memoria de su pueblo natal, Valparaíso de Arriba, en España.
Si bien su misión de encontrar oro fue un rotundo fracaso (y el viaje al país, tanto de ida como de vuelta, fue nefasto), descubrió para su sorpresa a dos españoles que ya estaban perfectamente asentados: Gonzalo Calvo de Barrientos y Antón Cerrada. Ambos vivían a la manera indígena en lo que hoy es Quillota, en el centro de Chile. Al darse cuenta de que más hacia el sur había un territorio frío, sin oro y poblado de indígenas hostiles, Almagro decidió volver a Cuzco, donde comenzó una lucha fratricida con Pizarro. En el conflicto, se destacó en el bando de este último el capitán Pedro de Valdivia, cuya presencia ayudó a la posterior victoria sobre Almagro.
A petición propia, Pizarro le otorgó a Valdivia permiso para «conquistar» Chile. Su primer acto oficial fue la fundación de la ciudad de Santiago de la Nueva Extremadura en 1541; Valparaíso fue designado como su puerto natural el 3 de septiembre de 1544.
En esa época, eran relativamente comunes los saqueos, destrucciones y muertes que causaban los piratas, especialmente los de origen inglés como Francis Drake en 1587 o Richard Hawkins a finales del siglo XVI.
El 8 de julio de 1730 ocurrió un gran terremoto (de 8,7 grados en la escala de Richter) que afectó la ciudad de Valparaíso, además de otras localidades como Santiago o Rancagua. Según fuentes de la época duró un cuarto de hora y generó un tsunami que afectó a zonas que van desde la ciudad peruana de Callao por el norte, pasando por Valparaíso y Concepción, hasta llegar a Valdivia en Chile, por el sur. Hasta la actualidad, este es el único tsunami destructivo de Valparaíso, desde que se tienen registros históricos. Inundó una zona que va desde la iglesia de la Matriz por el sur, hasta la actual plaza O'Higgins, por el norte.
Este maremoto cruzó el océano Pacífico hasta arrasar con la prefectura japonesa de Miyagi.[cita requerida]
Valparaíso se mantuvo como pueblo portuario, habitado de manera esporádica (debido tanto a desastres naturales como a destrozos causados por piratas), por no más de cinco mil habitantes prácticamente durante todos los años de la era virreinal, con pocas casas, una iglesia y un muelle construido por iniciativa privada apenas en 1810, poco antes de la independencia de facto de Chile.
Eso explica que en Valparaíso, a diferencia de otros lugares de Chile y Latinoamérica con una antigüedad similar, no se conserve nada de lo construido durante la época virreinal. Casi todo lo que se puede ver en la ciudad fue levantado después de la independencia del país.

### Era republicana

#### Siglo XIX

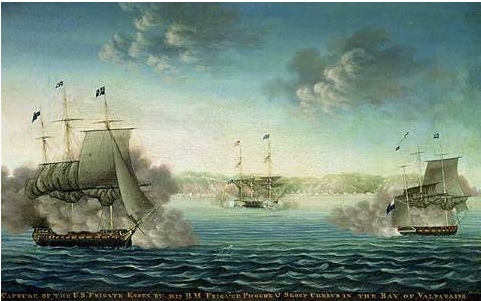
George Ropes. Batalla naval de Valparaíso, 1814

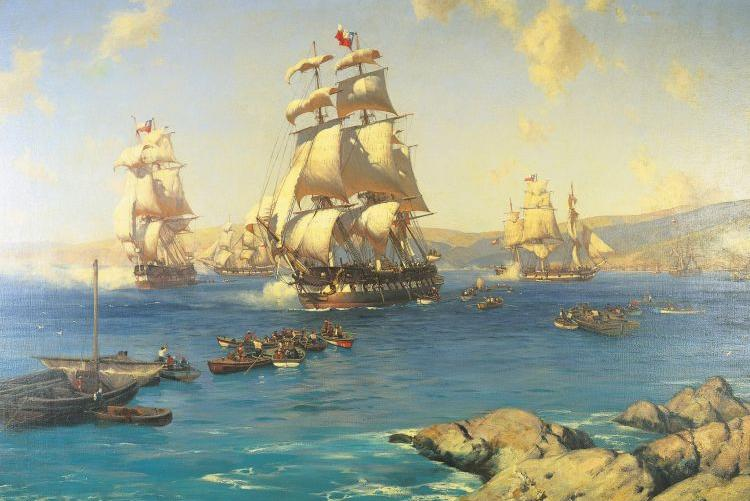
Somerscales. Zarpe de la Primera Escuadra Nacional, 1820

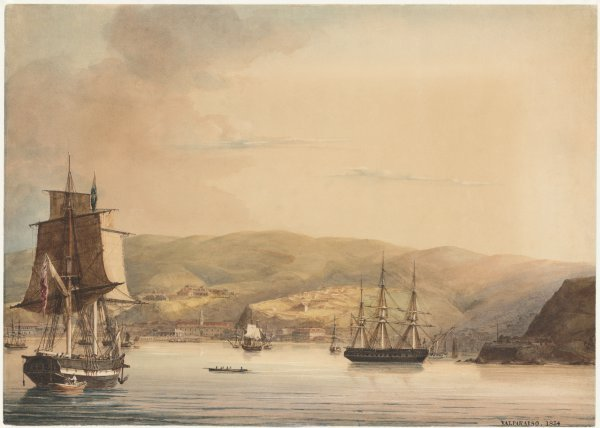
Conrad Martens. Valparaíso, 1834

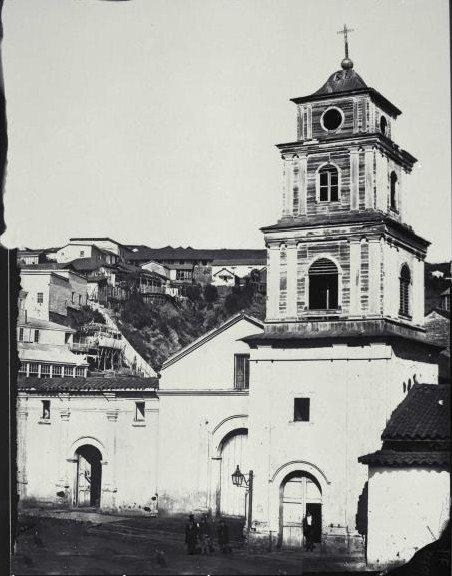
Fotografía de la iglesia de San Francisco en 1864.

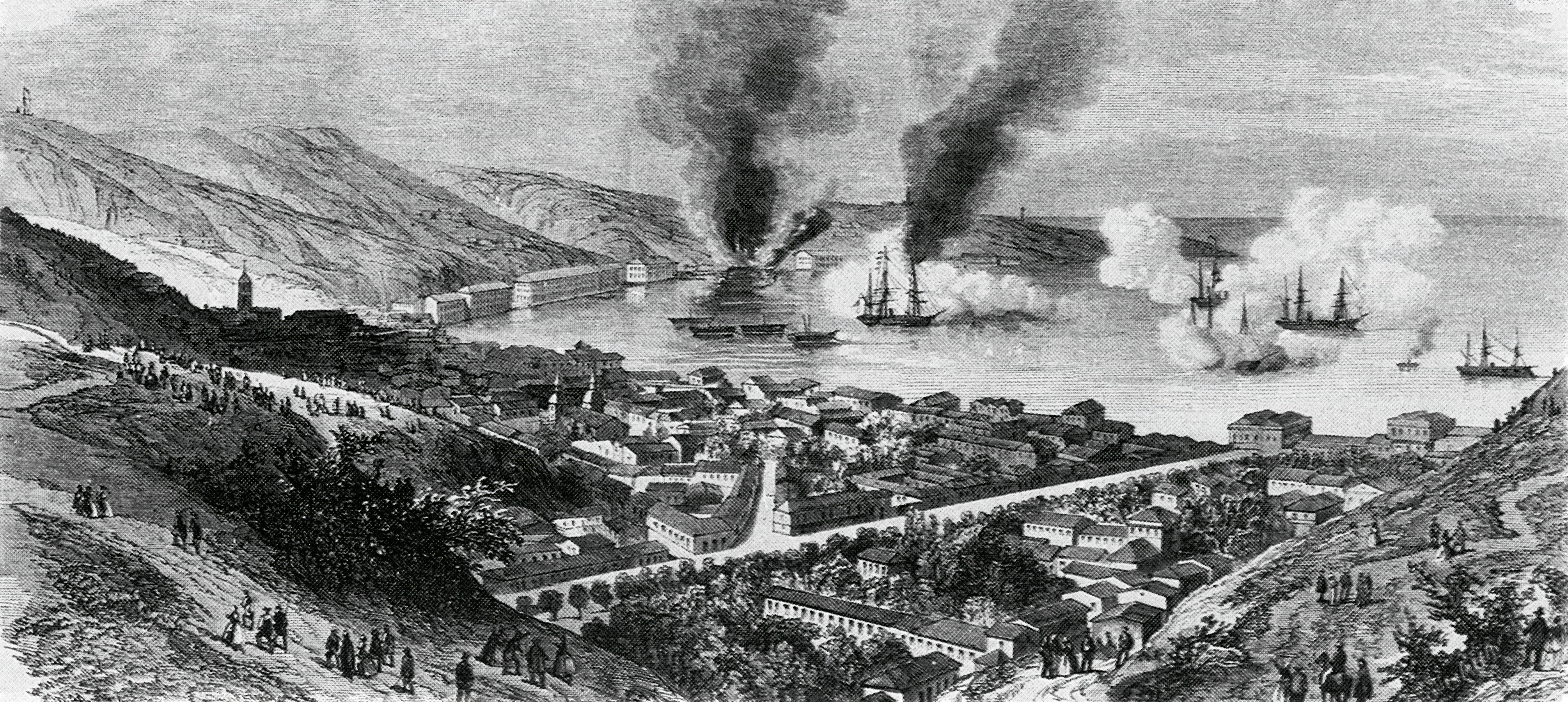
Bombardeo a Valparaíso en 1866

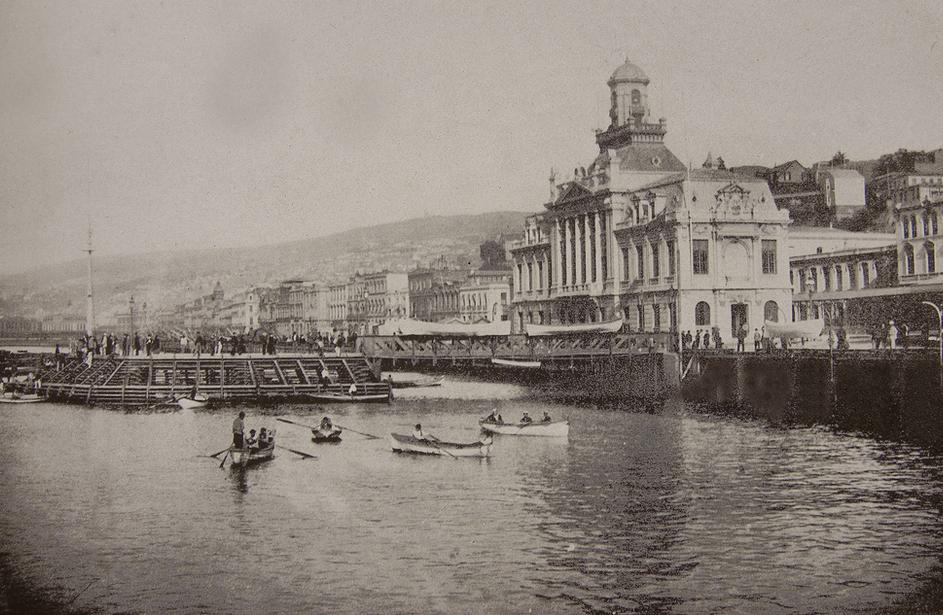
Fotografía de la ciudad en 1888.

1814El 28 de marzo, en el marco de la guerra anglo-estadounidense de 1812 se produce la batalla naval de Valparaíso, en la cual los buques británicos HMS Phoebe y HMS Cherub capturan a la fragata estadounidense USS Essex. En 1837 la ciudad de Portersville (fundada con ese nombre un año antes para honrar a David Porter, capitán del barco norteamericano) en el estado de Indiana, Estados Unidos, fue renombrada Valparaíso en recuerdo de este combate.
1818En el marco de la guerra de la independencia chilena, el 27 de abril se desarrolla el Combate naval de Valparaíso entre la fragata española Esmeralda y la chilena Lautaro: esta última resultó vencedora, por lo que logró así romper el bloqueo español del puerto de Valparaíso y erradicar la presencia naval española en las costas chilenas.
1820El 20 de agosto, día de San Bernardo y cumpleaños del director supremo Bernardo O'Higgins, zarpa desde Valparaíso la Expedición Libertadora del Perú.
1822A la diez y media de la noche del 19 de noviembre ocurre en Valparaíso un violento terremoto que deja en ruinas la ciudad, provocando la muerte de 66 adultos y 12 menores, además de 110 heridos, de los 16 mil habitantes que tenía la ciudad en ese entonces. Entre los heridos se cuenta al Libertador de Chile y en ese entonces Director Supremo del país, Bernardo O'Higgins que dormía en el palacio de gobierno de la ciudad, y de no ser porque lo sacaron en andas, hubiese muerto aplastado por el edificio que se derrumbaba. Al día siguiente fue visible un meteorito desde Quillota hasta Valparaíso, lo que despertó sentimientos religiosos en la población.
1827El 12 de septiembre se funda El Mercurio de Valparaíso, diario en castellano más antiguo del mundo en circulación continua.
1828El 28 de mayo comienza a sesionar en la iglesia de San Francisco el Congreso Constituyente que redactó y promulgó, el 9 de agosto del mismo año, la Constitución de 1828.
1837
- El 30 de mayo, el cabildo de la ciudad le concede la licencia para formar un establecimiento educativo a la congregación de los Sagrados Corazones. Actualmente este es el colegio privado más antiguo de Chile.
- El 6 de junio. El ministro Diego Portales es fusilado por militares conspiradores y rematado a bayonetazos en el cerro Barón: los conspiradores se oponían a la guerra contra la Confederación Perú-Boliviana, promovida por el ministro.
- El 9 de noviembre del mismo año, el presidente de Chile José Joaquín Prieto promulga el Decreto Supremo nº 109 que autoriza la construcción del faro Punta Ángeles, el primero de Chile. Originalmente era una torre de madera pintada de blanco con una antorcha, ubicada en el puerto de la ciudad; luego lo cambiaron a la Escuela Naval en el cerro Artillería y posteriormente a su ubicación actual en Playa Ancha. Tiene un alcance de 32 millas náuticas, y una potencia lumínica de 9 600 000 candelas.

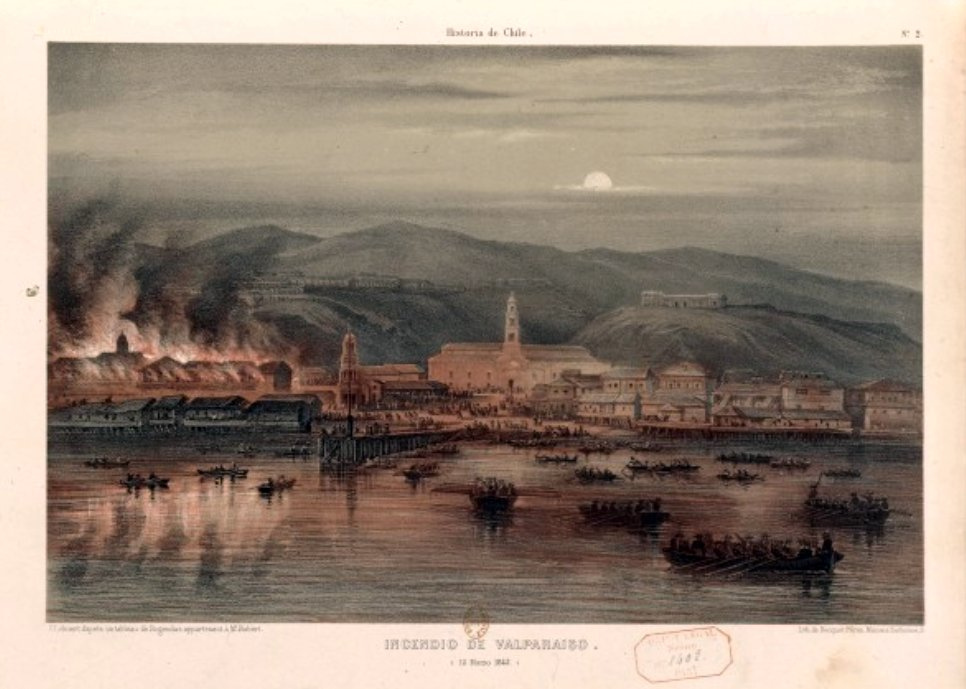
Ilustración del incendio de Valparaíso de 1850.

1850Poco antes de las dos de la mañana del 15 de diciembre, en la tienda-cigarrería de Carmen Olivo (ubicación actual de la Dirección Nacional de Aduanas) comienza un incendio que arde durante seis horas. Se extendió entre la Cueva del Chivato (El Mercurio) y el Cerro Cruz de Reyes (Concepción) hasta las calles Aduana (Prat) y Cochrane y dejó en cenizas casi cuarenta edificios comerciales y habitacionales a ambos lados de la Calle del Cabo (actual Esmeralda, donde se ubicaban los almacenes más lujosos del momento) y tres bodegas en calle Cochrane. Las pérdidas se calcularon en 700 000 pesos de la época, y más de 30 familias resultaron damnificadas, la gran mayoría de ellas de origen extranjero, si bien no se registraron muertos.
A los cuatro días de haber sofocado las llamas, José Santiago Melo, el intendente subrogante, hace un llamado a los vecinos para crear una comisión que terminaría formando, el 30 de junio de 1851, el primer cuerpo de bomberos de la ciudad y del país.
1851
- Se funda en Valparaíso la primera compañía de seguros de carácter nacional.
- El 30 de junio se forma el Cuerpo de Bomberos de Valparaíso, el primero del país.

1852

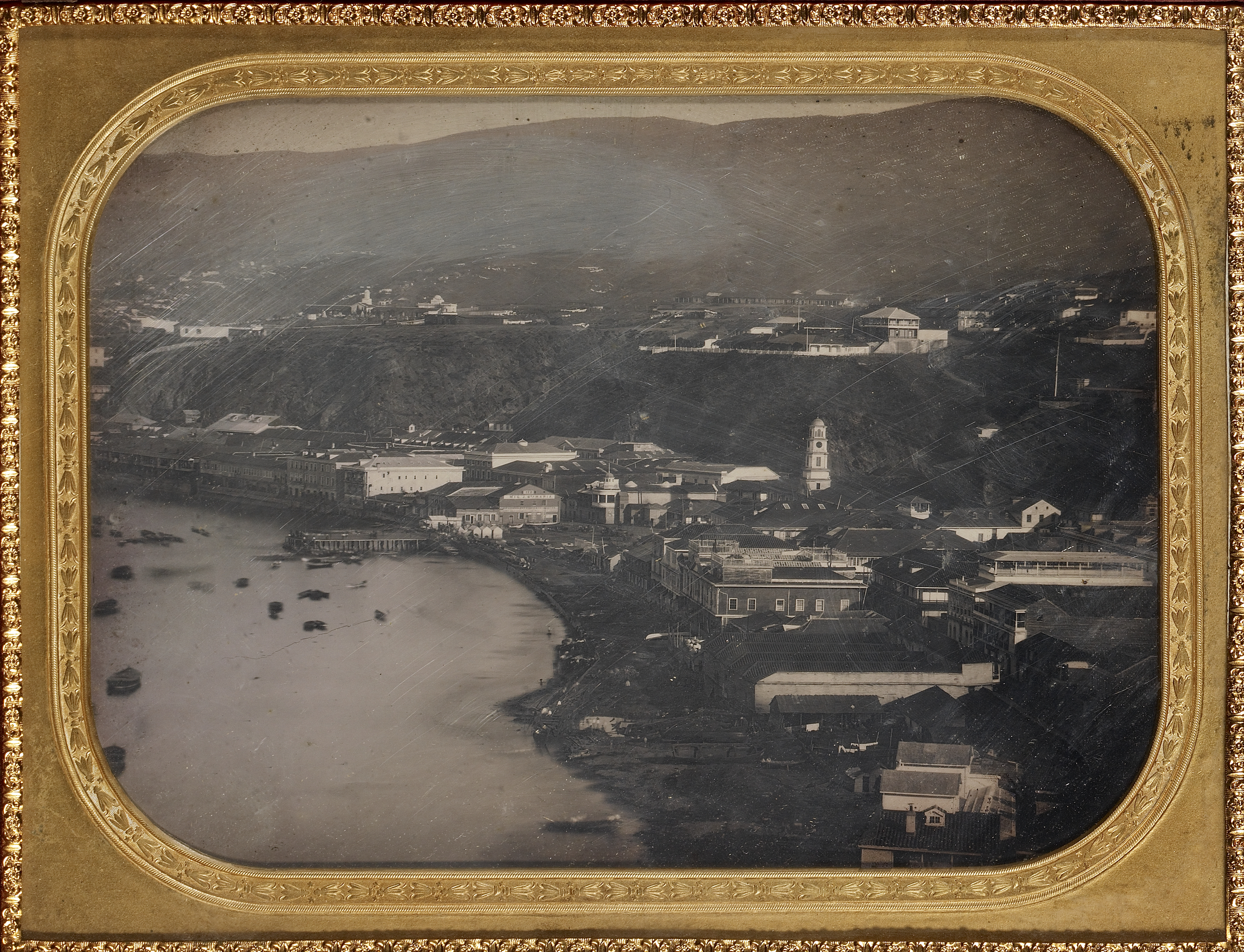
Vista al daguerrotipo de Valparaíso, hacia 1852.

- Comienza a funcionar el primer servicio de agua potable de la ciudad.
- También este año comienza a funcionar el Telégrafo entre Valparaíso y Santiago, siendo el primero de América Latina

1856El 18 de septiembre se inauguró el primer sistema de alumbrado público, con 700 faroles alumbrados con gas, convirtiéndose así en una de las primeras ciudades de América del Sur en tener este tipo de iluminación urbana.

1861Se forma la primera empresa de tranvías, comenzando a rodar el primer carro - a tracción animal - en 1863.
1862Se inaugura la primera institución de educación secundaria pública, el Liceo de Valparaíso (actual Liceo Eduardo de la Barra).
1866Aprovechando la carencia total de defensas en Valparaíso, la flotilla española al mando de Casto Méndez Núñez bombardea la ciudad durante la guerra hispano-sudamericana. Los españoles hunden la flota mercante chilena, salvo aquellos buques cuyos capitanes enarbolaron banderas extranjeras.
1872Como fusión de las compañías Nacional de Vapores y Chilena de Vapores, se crea la Sudamericana de Vapores en respuesta del país al creciente dominio de la naviera británica Pacific Steam Navigation Company.
1876Comienza la construcción del Camino Cintura el cual, desde Playa Ancha hasta el cerro La Cruz, comunica a 20 de los 42 cerros de la ciudad a 100 metros sobre el nivel del mar.
1880El 25 de agosto, se establece en Valparaíso la Compañía Chilena de Teléfonos de Edison, formada por los norteamericanos Joseph Husbands, Pedro Mac Kellar, Santiago Martín y el cónsul de Estados Unidos en Valparaíso Lucius Foot, la primera empresa telefónica del país.
1883El 1 de diciembre, se inaugura el ascensor Concepción, que funcionando con un sistema hidráulico y coordinación a gritos, se transforma en el primero de su tipo en la ciudad.
1888El 30 de julio, la Imprenta Litografía Excelsior publica el libro Azul... del poeta nicaragüense Rubén Darío, considerado piedra fundacional del movimiento literario conocido como Modernismo.
1891Poco después de finalizada la guerra civil chilena de 1891 y tras la muerte de dos marineros estadounidenses del USS Baltimore en una pelea vulgar a la salida de una cantina de Valparaíso, Estados Unidos, que había apoyado al depuesto José Manuel Balmaceda, amenazó a Chile con la guerra si el nuevo gobierno no obedecía un ultimátum y aceptaba las condiciones impuestas contrarias a lo que los tribunales de justicia nacionales habían determinado.
Luego de la independencia del país y de su consiguiente apertura al comercio internacional, Valparaíso se convirtió en un centro de importancia para las rutas comerciales del mundo, estableciéndose en la ciudad gran cantidad de inmigrantes, en su mayoría europeos y estadounidenses, que ayudaron a darle un marcado aspecto cosmopolita. Así, Valparaíso y Chile se vieron incluidos en la revolución industrial de entonces, creándose en la ciudad distintas instituciones civiles, financieras, comerciales e industriales, muchas de las cuales aún perduran.
Todo lo anterior provocó un aumento poblacional que llegó a superar los 160 000 habitantes en Valparaíso a fines del siglo XIX: por ese motivo, fue necesario utilizar los empinados cerros para construir viviendas y luego mansiones, incluso cementerios. Poco después, y ante la falta de tierra disponible, se comenzó a generar terrenos en lo que antes fuera mar, para construir edificios administrativos, comerciales e infraestructura industrial.

#### Siglo XX

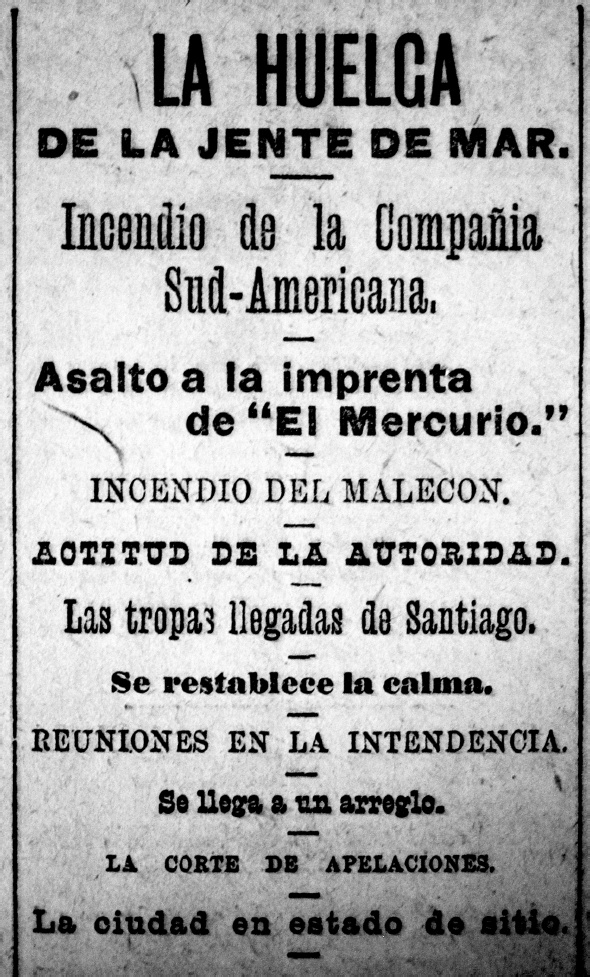
Titulares de El Mercurio de Valparaíso el 14 de mayo de 1903.

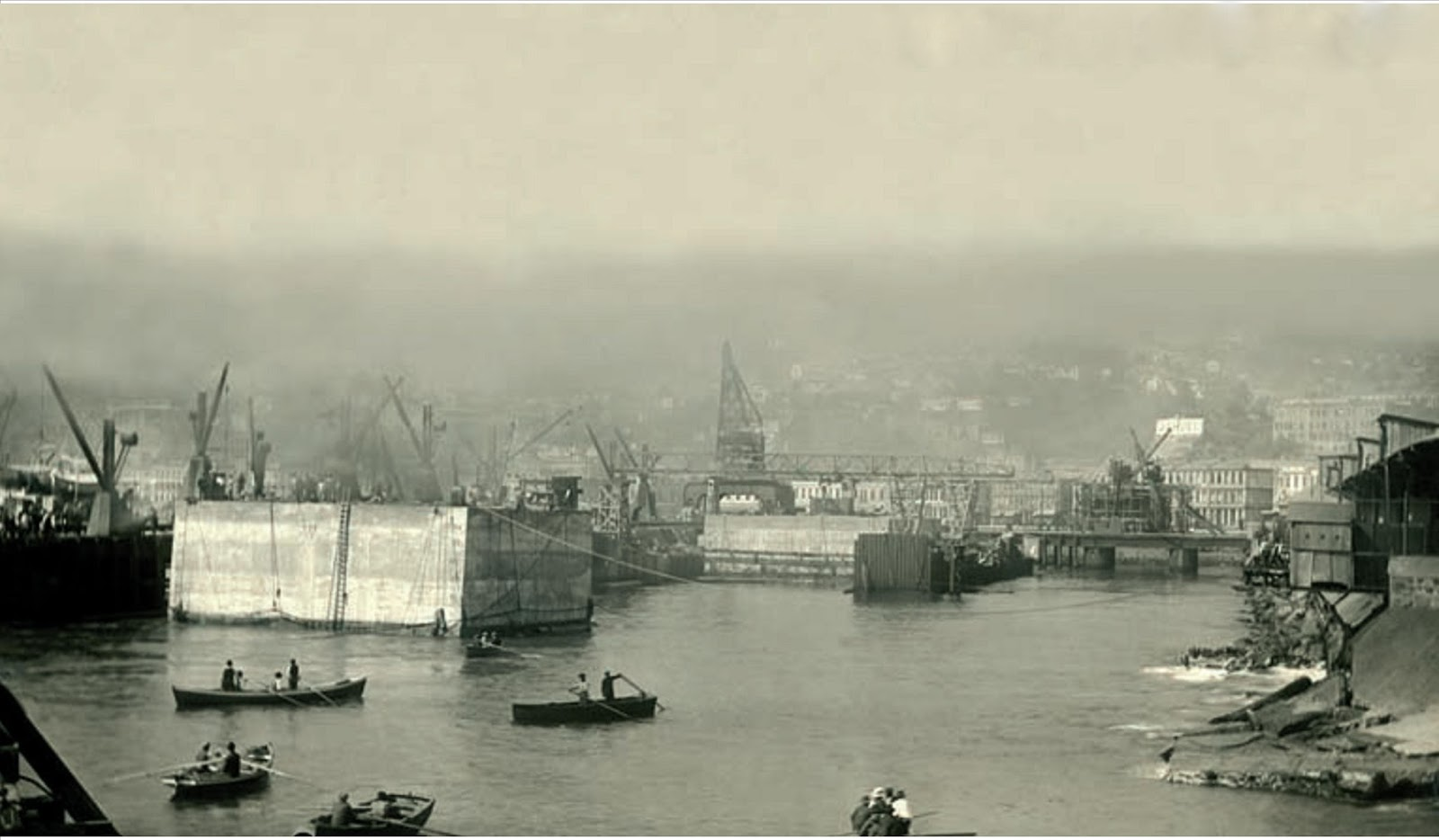
Construcción del molo de abrigo del puerto de Valparaíso, 1917.

El siglo XX se inició con la primera gran protesta de trabajadores portuarios de Chile, el 15 de abril de 1903, debido a reclamos de los estibadores por sus excesivos horarios laborales y un aumento salarial, peticiones que fueron ignorados por los empresarios, creando una situación tensa que desembocó en graves hechos de violencia el 12 de mayo, como la toma de la intendencia por los protestantes, la quema de las oficinas de la CSAV y el baleo y muerte de personas en distintos lugares de la ciudad. Todo esto provocó la intervención a nivel estatal, aplicándose el estado de sitio por varios días en la ciudad. Esta protesta fue de importancia para el futuro sindicalismo en el país.
El mismo año se inauguraron los tranvías eléctricos, que reemplazaron a los anteriores ferrocarriles urbanos a tracción animal.
En terremoto del 16 de agosto de 1906 provocó graves daños en toda la ciudad, que era en ese tiempo el núcleo de la economía chilena.
Los daños se valoraron en cientos de millones de pesos de la época, y las víctimas humanas se contaron en 3000 muertos y más de 20 000 heridos. Después de remover los escombros, comenzaron las obras de reconstrucción. Estas incluyeron el ensanchamiento de las calles, el abovedamiento y pavimentación de los esteros de Jaime y Delicias, creando las actuales avenidas Francia y Argentina respectivamente, se trazó la principal calle de la ciudad: Pedro Montt, se creó la plaza O'Higgins, se dinamitó un cerro para permitir el paso de la calle Colón, la dañada mansión Edwards fue demolida y en su lugar se proyectó la actual catedral, entre muchas otras obras que le dieron su forma al actual barrio El Almendral. La gran mayoría de las obras públicas de reconstrucción de la ciudad estaban enmarcadas en el llamado «Plan de Reconstrucción de Valparaíso», promovido por el presidente Pedro Montt, que incluía especialmente a la zona baja de la ciudad (antes del terremoto se denominaba familiarmente como «zona alta» a los cerros, y «zona baja» al terreno llano entre los cerros y el mar), que después de estas obras comenzó a ser llamada de manera familiar por los porteños como «el plan».
En 1910 se iniciaron trabajos de expansión del puerto de la ciudad, que terminaron en 1930. Entre lo construido se cuenta un molo de abrigo (de 1 kilómetro de longitud y 55 metros de profundidad), malecones y terminales de atraque, el Espigón y el muelle Barón.
La apertura del canal de Panamá en 1914 provocó una disminución de la actividad portuaria, al perder este su importancia como nodo naviero de la ruta por el estrecho de Magallanes.

#### Siglo XXI

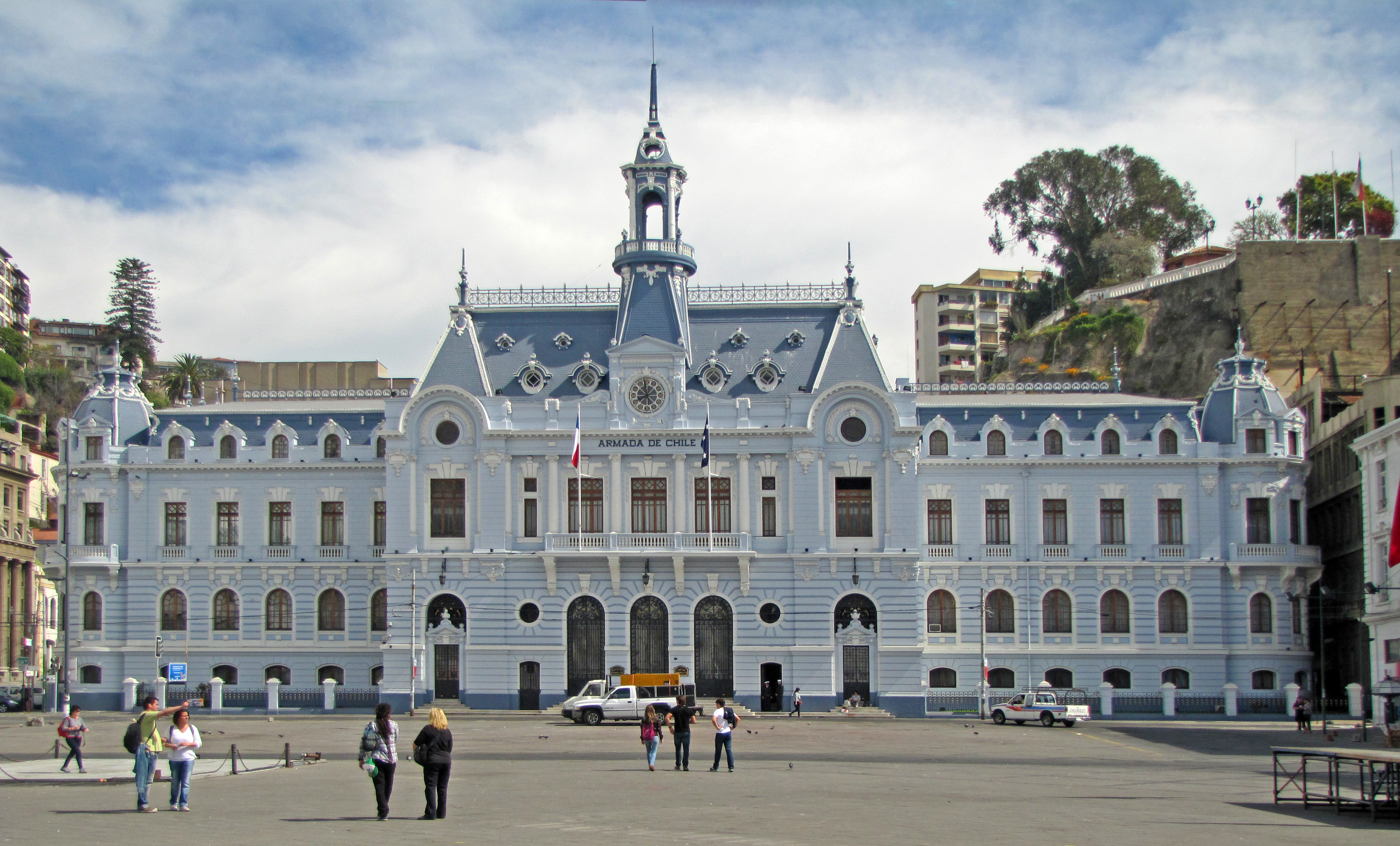
Comandancia en Jefe de La Armada

Actualmente Valparaíso es sede del Congreso Nacional de Chile, además de otras instituciones de importancia nacional como el Ministerio de Las Culturas; los servicios de Aduanas y de Pesca y Acuicultura. La Armada de Chile tiene gran presencia en la ciudad, donde se ubican su Comandancia en Jefe, Corte Marcial y Servicio Hidrográfico y Oceanográfico, el Museo Marítimo Nacional, la Escuela Naval Arturo Prat, la Dirección General del Territorio Marítimo y Marina Mercante de Chile, además de otras reparticiones de la institución. Como capital de la Región de Valparaíso alberga la Intendencia, que es la sede del gobierno regional, con la gran mayoría de sus servicios, conocidos como Seremis (Secretarías Regionales Ministeriales), y la Corte de Apelaciones de Valparaíso, que es la máxima autoridad judicial en la región.
En el ámbito privado, en la ciudad se encuentran La Bolsa de Comercio de Valparaíso, la Cámara Regional del Comercio, las oficinas centrales de las transnacionales Compañía Chilena de Navegación Interoceánica (CCNI), Compañía Sudamericana de Vapores (CSAV), Sudamericana Agencias
Aéreas y Marítimas S.A. (SAAM) además de oficinas para Chile de diversas navieras extranjeras. El diario El Mercurio de Valparaíso, la publicación de su tipo más antigua del mundo, también tiene su sede central en Valparaíso.
La ciudad, al tener cerros poblados cerca de bosques, es vulnerable a incendios forestales, entre los más importantes están el incendio de Rodelillo, ocurrido el día miércoles 13 de febrero de 2013 donde se consumieron más de 100 viviendas; y el gran incendio de Valparaíso, el más grande de la historia de la ciudad, ocurrido el sábado 12 y domingo 13 de abril de 2014, donde 10 cerros (cerros Mariposas, Monjas, La Cruz, El Litre, Las Cañas, Merced, La Virgen, Santa Elena, Ramaditas y Rocuant) fueron arrasados, dejando como saldo 15 fallecimientos y 2854 damnificados.
Entre el 13 de junio y el 9 de octubre del 2020 la ciudad estuvo en cuarentena total bajo el contexto de pandemia de coronavirus.

## Geografía
Valparaíso está dividido en el plan y sus cerros, además de localidades más alejadas del centro, como Laguna Verde, Placilla de Peñuelas y Curauma.

### Plan

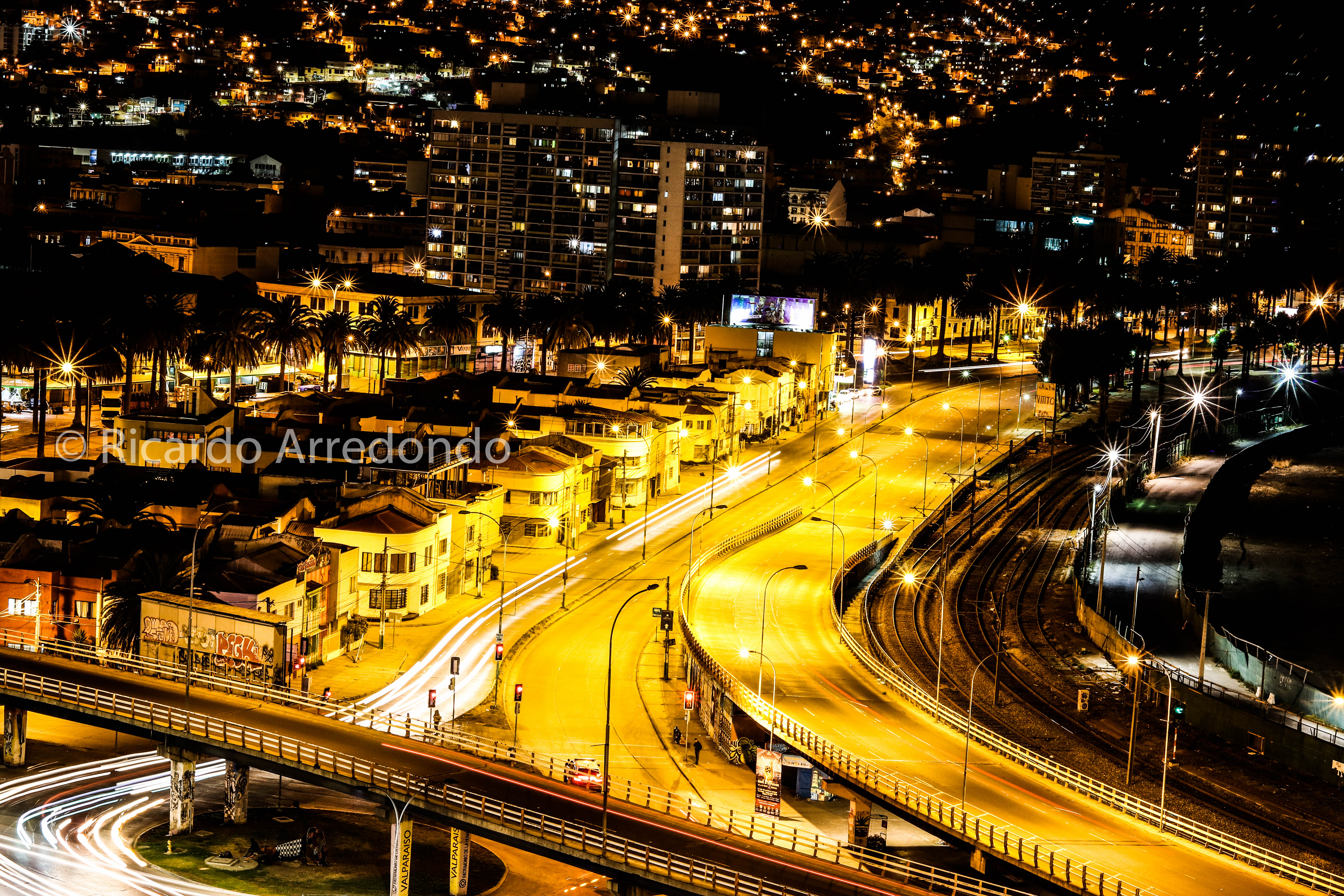
Vista tomada desde el Cerro Barón.

El plan o planeamiento urbano está dividido en tres sectores:
- El barrio Puerto es el más antiguo de la ciudad, habitado desde la época colonial. En él se ubica La Matriz, la primera iglesia de Valparaíso (el edificio ha sido reconstruido en el mismo lugar en diversos estilos), la Comandancia en Jefe de la Armada de Chile, las mayores instalaciones del puerto de la ciudad, las plazas Wheelwright, Echaurren y Sotomayor, el ruinoso mercado Puerto, bares, hoteles que alojaron originalmente a marineros y familias de inmigrantes, diversas sedes bancarias, el Servicio Nacional de Aduanas, la Corte de Apelaciones de Valparaíso, el Registro Civil, el Monumento a los Héroes de Iquique, la sede del diario El Mercurio de Valparaíso, la primera estación del Merval, entre otros.

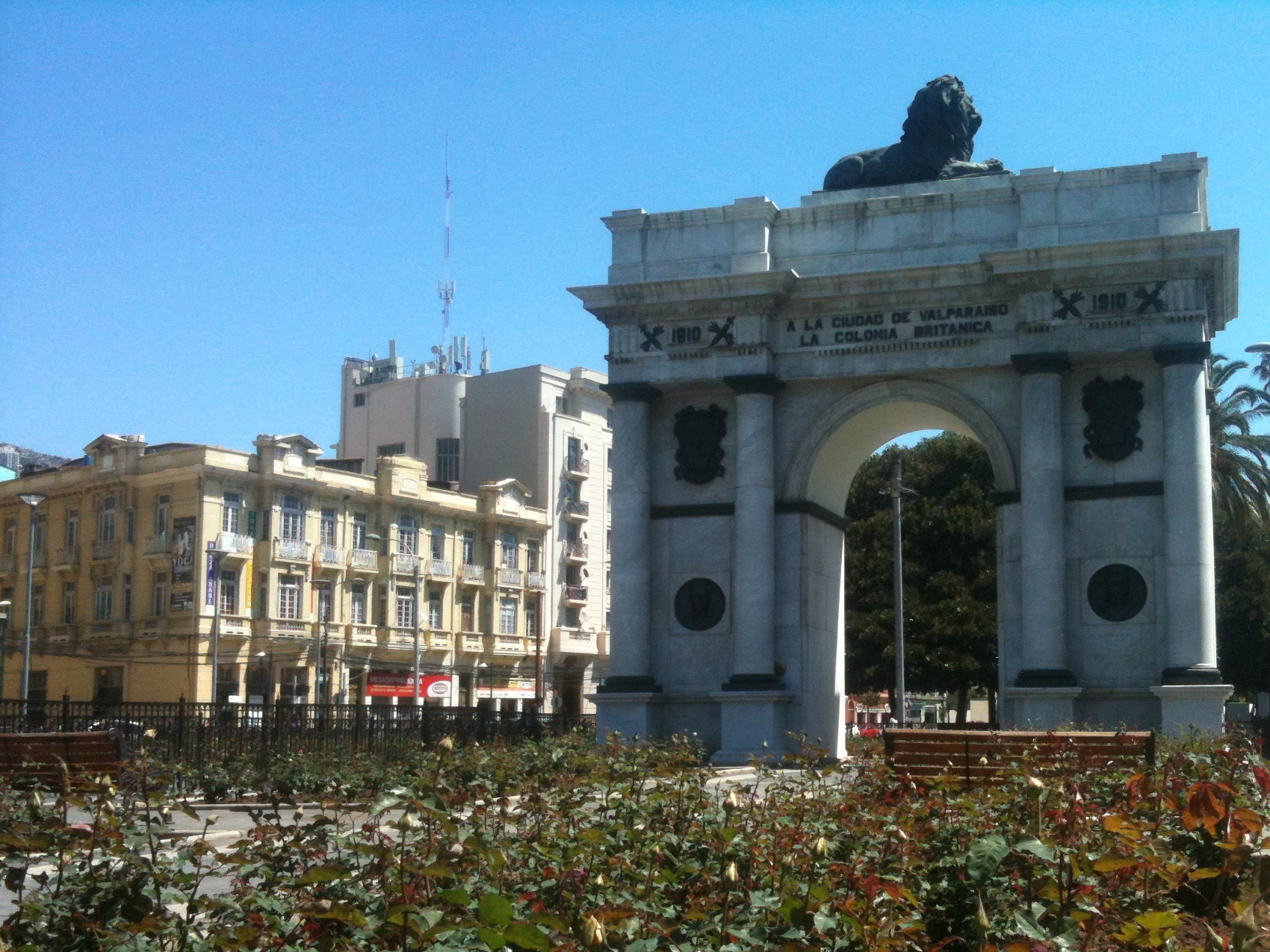
Arco Británico, monumento ubicado en la avenida Brasil.

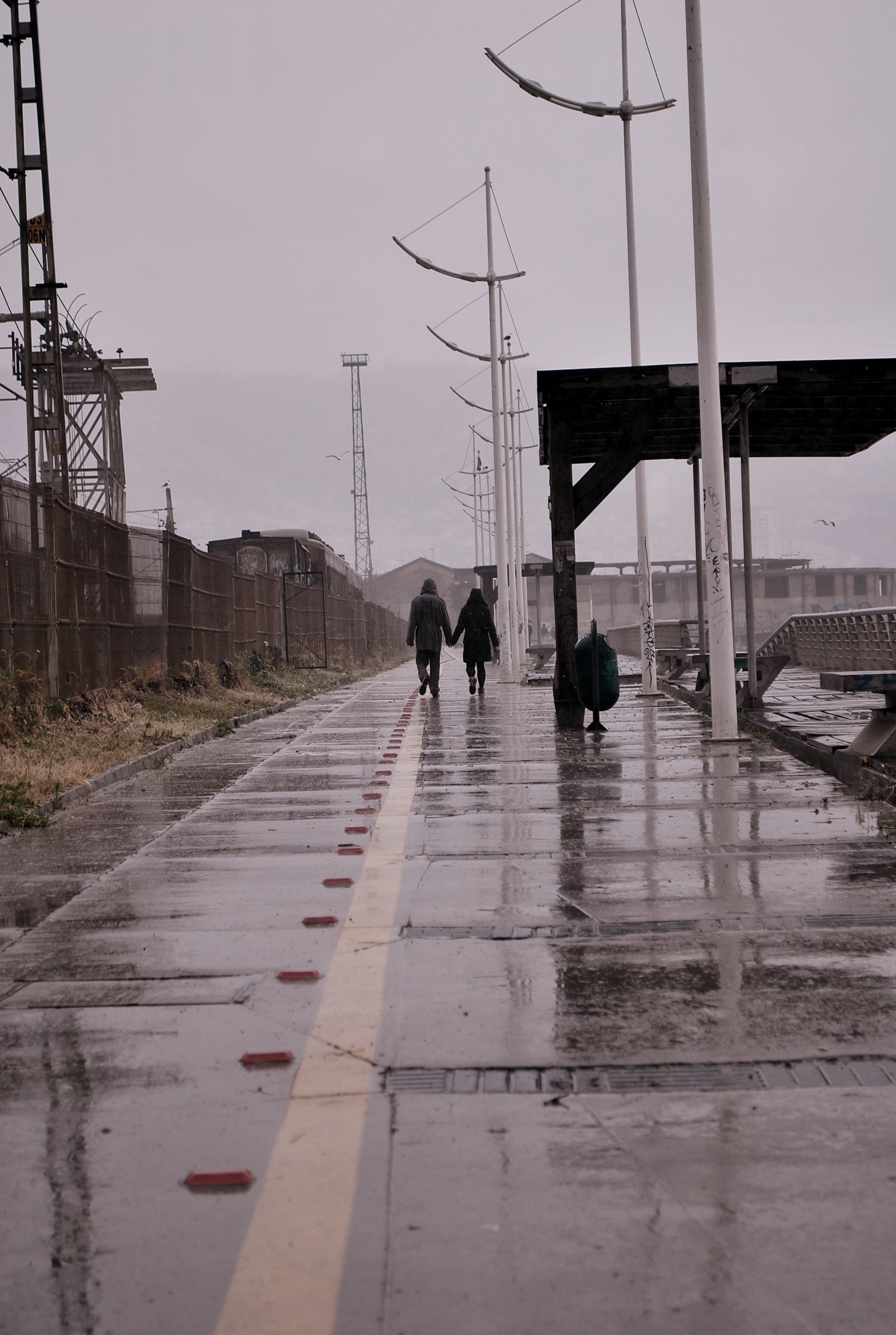
Paseo Wheelwright en el sector Yolanda.

- El Almendral, es la mayor planicie de Valparaíso, al igual que el barrio Puerto, se fue agrandando en el siglo XIX mediante continuos trabajos para ganar terrenos al mar, lo que hizo posible la construcción de las avenidas Brasil y Errázuriz y el bordemar que es ocupado por el puerto. Luego, a inicios del siglo XX, y dentro de las obras de reconstrucción de la ciudad debido al terremoto de 1906, se ganaron más terrenos con el abovedamiento de los esteros Delicias y de Jaime, además de tenderse sobre ellos las actuales avenidas Argentina y Francia respectivamente. En este zona se ubica el Congreso Nacional de Chile, las plazas Victoria, el Parque Italia y la Plaza O'Higgins (en las dos últimas se instalan ferias navideñas), la Catedral de Valparaíso, el teatro Municipal, el mercado Cardonal y la mayoría del comercio de la ciudad, además de diversos servicios municipales, y el Hospital Carlos Van Buren. Muchos de los establecimientos educacionales de Valparaíso se encuentran en este barrio, como las escuelas y liceos en las calles Argentina, Pedro Montt, Independencia, Victoria y Colón, o las universidades, institutos profesionales y la biblioteca pública Severín, en la avenida Brasil.
- El sector Yolanda que se ubica entre el pie de los cerros Barón y Placeres, la avenida Argentina, el océano Pacífico y la vecina comuna de Viña del Mar. Aquí se ubican zonas de almacenamiento de contenedores del puerto, el antiguo frigorífico Barón (utilizado actualmente como terminal de pasajeros de cruceros), el muelle Barón, los restos de una maestranza de ferrocarriles, el paseo peatonal Wheelwright y la caleta Portales. Esta zona es desde 2014 objeto de polémica y debate, debido a intereses inmobiliarios de levantar un mall en un lugar que algunos porteños y empresarios portuarios consideran no debería ocurrir, ya que dicen entorpecería planes futuros de expansión de las instalaciones portuarias. También hay críticas al megapuerto que se pretende construir en el sector.[21][22]

### Cerros

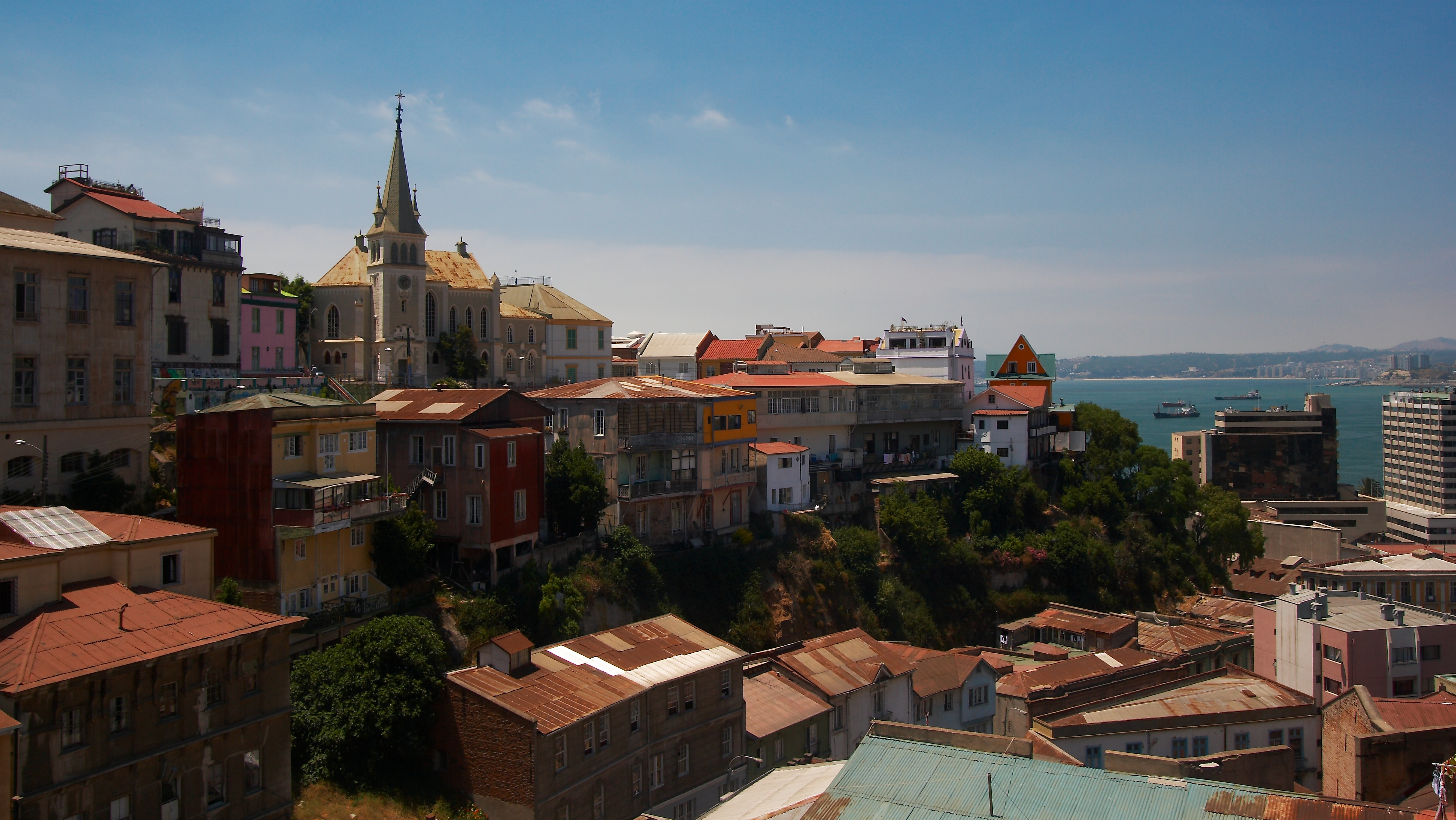
Cerro Concepción, uno de los 42 de la ciudad.

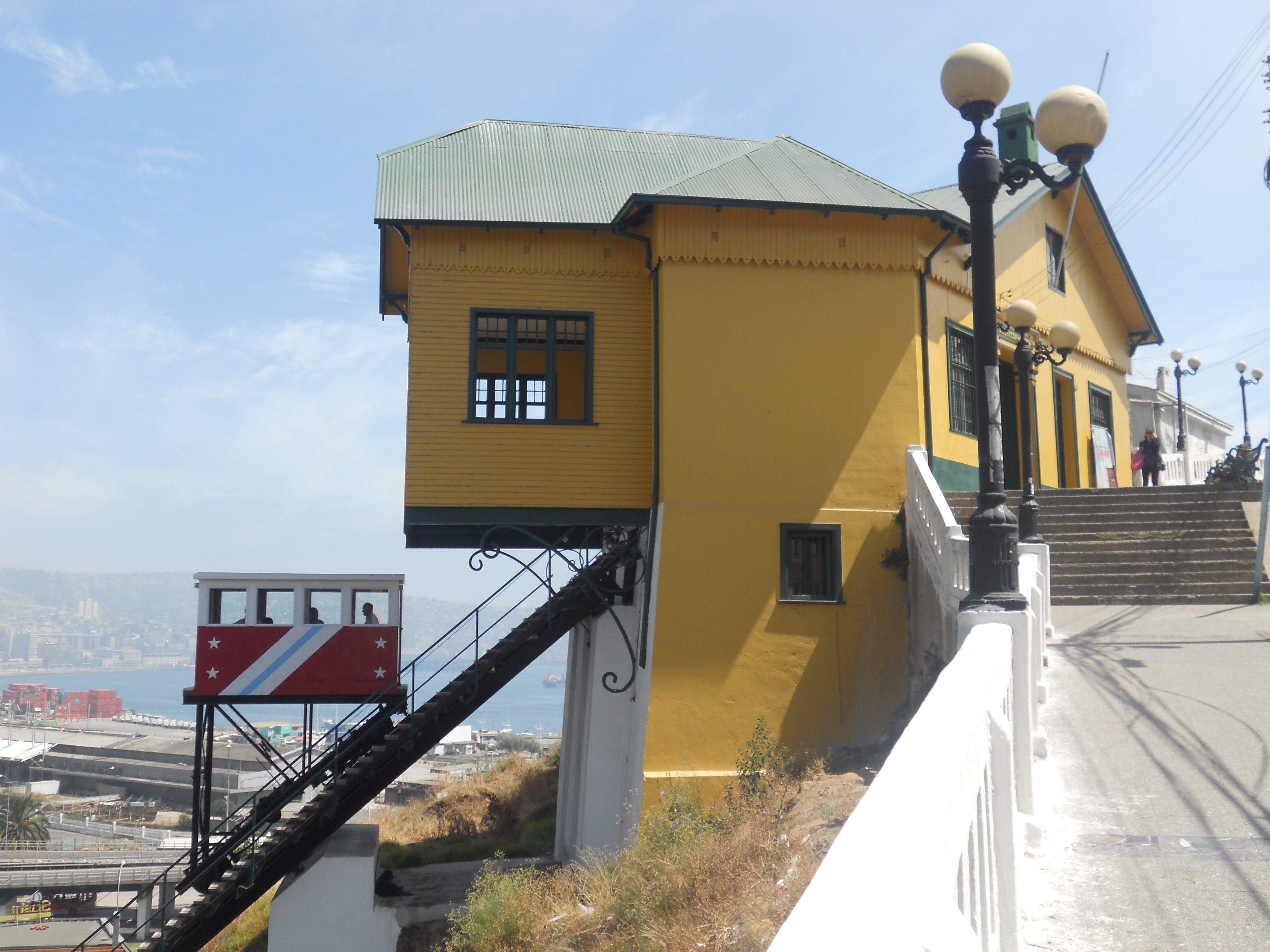
Ascensor Barón, en el cerro del mismo nombre.

Los cerros son básicamente la parte residencial de la ciudad. En ellos podemos encontrar desde chozas construidas precariamente, a palacetes de los más variados estilos arquitectónicos y tamaños, una antigua cárcel, transformada en centro cultural, los cementerios (Nº1, de Disidentes, Nº2 o el Nº3); agradables paseos peatonales desde los cuales se puede observar todo o gran parte de Valparaíso, accesibles desde los múltiples funiculares, llamados acá ascensores públicos, vibrante vida nocturna, hoteles boutiques emplazados en casonas antiguas, restaurantes, tiendas o galerías de arte. En los cerros también se encuentran jardines infantiles, escuelas básicas, secundarias y universidades como la Federico Santa María en Placeres, o la de Playa Ancha y la Escuela Naval Arturo Prat, plazas, museos como La Sebastiana, Museo Marítimo Nacional, el Museo del Títere y el Payaso o el Museo de Bellas Artes de Valparaíso, consultorios y estadios.
Los cerros de Valparaíso poseen características urbanas y sociales diferentes unos de otros. Tienen sus propias calles y escaleras de acceso y muchos tuvieron o tienen el ascensor que los une al plan. Están sus almacenes, sus agrupaciones, su vida comunitaria, en otras palabras, son unidades reconocibles, que conforman barrios e identidad. Una identidad tan fuerte que incluso ocurre que gente de un determinado cerro conozca otro solo de nombre, o que los porteños que viven en otros lugares de Chile o el extranjero se reconozcan entre sí por el cerro del que provienen, más que por la propia ciudad. Valparaíso tiene 42 cerros históricos.
| Lista de cerros de Valparaíso. Con un * los que tienen ascensor, con ** los que tuvieron y con *** ambos casos. |                 |                  |                |              |                |               |
| Esperanza | ** Los Placeres | *** Barón        | * Lecheros     | * Larraín    | Recreo         | Rodríguez     |
| Molino | * Polanco       | ** Ramaditas     | Rocuant        | San Roque    | ** Delicias    | O'Higgins     |
| Santa Elena | ** Merced       | La Virgen        | Pajonal        | *** El Litre | ** Las Cañas   | * La Cruz     |
| * Monjas | * Mariposa      | San Juan de Dios | * Florida      | Jimenes      | *** Bellavista | La Loma       |
| Yungay | ** Panteón      | Cárcel           | *** Concepción | * Alegre     | San Francisco  | * Cordillera  |
| Mesilla | Toro            | ** Santo Domingo | ** Arrayán     | ** Perdices  | *** Artillería | * Playa Ancha |

### Laguna Verde

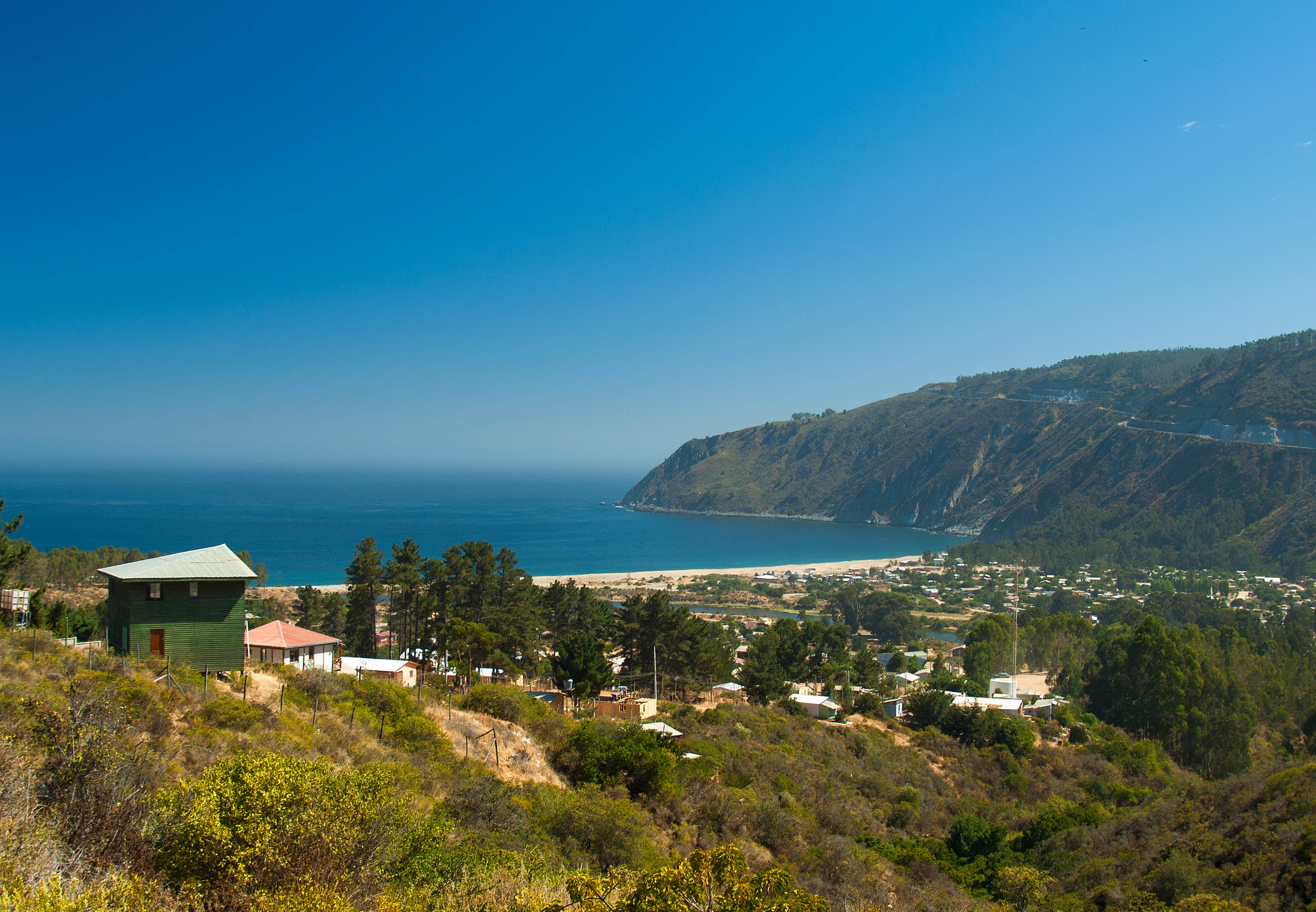
Laguna Verde.

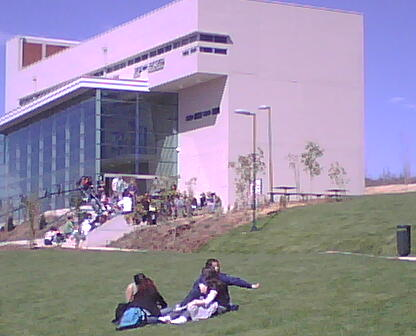
Escuela de periodismo de la PUCV en Curauma.

Laguna Verde es un pueblo ubicado en una bahía al sur de la ciudad. Su población no supera los 5 000 habitantes y debido a la tranquilidad y belleza de sus entornos naturales, es un lugar predilecto para la construcción de viviendas de veraneo. Gran parte de su población trabaja o estudia en Valparaíso.

### Placilla - Curauma

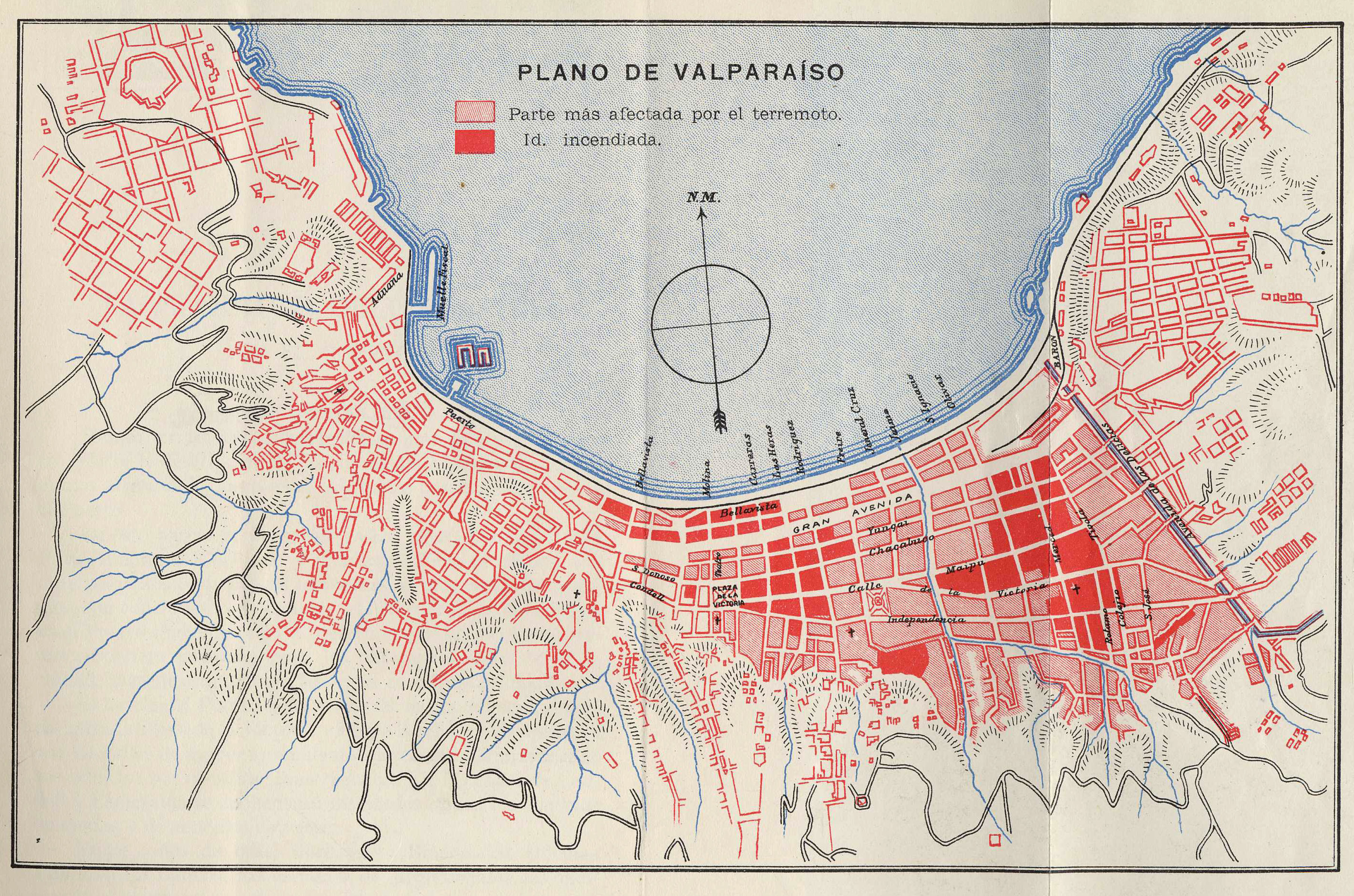
Plano de la ciudad, en rojo se ven las zonas dañadas por el terremoto de 1906.

Placilla se ubica 12 km al oriente (interior) de Valparaíso, cerca de la reserva nacional Lago Peñuelas y posee una población cercana a los 40 000 habitantes. En este sector se encuentran instalaciones portuarias e industriales. Debido a su relativa distancia y diferencias con las administraciones del municipio de Valparaíso, Placilla ha buscado en diversos momentos su independencia administrativa. Junto a Placilla se encuentra el sector de Curauma, una pequeña ciudad planificada de 23 000 habitantes, con servicios como universidades, supermercados y una gran oferta inmobiliaria. Actualmente, ambos sectores están en etapa de conurbación con Valparaíso y su vecina inmediata Viña del Mar (que en el siglo XIX también se consideraba suburbio de Valparaíso, adquiriendo independencia administrativa más tarde). Gran parte la población de ambos sectores trabaja o estudia en Valparaíso o Viña del Mar.

### Islas Desventuradas
Además, la comuna de Valparaíso tiene a su cargo las Islas Desventuradas, más específicamente San Félix, San Ambrosio, islote González y roca Catedral. Fueron asignadas en 1979 mediante el Decreto Ley 2.868 de 1979, segregándolas de la comuna de Caldera, al tener mayor vinculación con aquélla que con ésta por su conexión directa con la Escuadra naval.

## Sismicidad
Valparaíso es una ciudad sísmicamente activa. Aunque ha sido golpeada por terremotos, que ocurren con una periodicidad aproximada de 8 a 9 décadas, en 1647, 1730, 1822, 1985, 2010, 2015 y 2017, el terremoto ocurrido en 1906 ha sido el más devastador para el puerto, causando destrozos en prácticamente toda la ciudad, en zonas residenciales y productivas, seguido de incendios debido a la rotura de las cañerías de gas. Ese sismo dejó 3000 fallecimientos y más de 20 000 heridos.

## Clima
Valparaíso posee un clima mediterráneo fresco (Clasificación climática de Köppen: Csb) de gran nubosidad con veranos secos y tibios e inviernos húmedos y templados con una temperatura media anual de 14.5 °C, siendo altamente influenciado por la Corriente de Humboldt la cual modera las temperaturas en verano e invierno, haciendo que la amplitud térmica anual sea atenuada. En julio, que es el mes más frío, la temperatura media es de 12.1 °C, mientras que en el verano asciende a cerca de los 18 °C. Las temperaturas muy raras veces sobrepasan los 30 °C aunque en la ciudad se han registrado hasta 32 °C. Las precipitaciones se concentran en otoño e invierno, siendo el mes más lluvioso julio (112 mm); el total anual promedio de precipitaciones es de 363.2 mm. La nieve se ha presentado en raras ocasiones en los sectores más altos de la ciudad. Caracteriza también a Valparaíso los fuertes vientos que durante el invierno pueden producir sensaciones térmicas cercanas a los 0 °C.
| Parámetros climáticos promedio de Valparaíso, Chile (Faro de Punta Angeles, localizado en Universidad de Playa Ancha), normales 1991–2020, extremos 1970–presente | Parámetros climáticos promedio de Valparaíso, Chile (Faro de Punta Angeles, localizado en Universidad de Playa Ancha), normales 1991–2020, extremos 1970–presente | Parámetros climáticos promedio de Valparaíso, Chile (Faro de Punta Angeles, localizado en Universidad de Playa Ancha), normales 1991–2020, extremos 1970–presente | Parámetros climáticos promedio de Valparaíso, Chile (Faro de Punta Angeles, localizado en Universidad de Playa Ancha), normales 1991–2020, extremos 1970–presente | Parámetros climáticos promedio de Valparaíso, Chile (Faro de Punta Angeles, localizado en Universidad de Playa Ancha), normales 1991–2020, extremos 1970–presente | Parámetros climáticos promedio de Valparaíso, Chile (Faro de Punta Angeles, localizado en Universidad de Playa Ancha), normales 1991–2020, extremos 1970–presente | Parámetros climáticos promedio de Valparaíso, Chile (Faro de Punta Angeles, localizado en Universidad de Playa Ancha), normales 1991–2020, extremos 1970–presente | Parámetros climáticos promedio de Valparaíso, Chile (Faro de Punta Angeles, localizado en Universidad de Playa Ancha), normales 1991–2020, extremos 1970–presente | Parámetros climáticos promedio de Valparaíso, Chile (Faro de Punta Angeles, localizado en Universidad de Playa Ancha), normales 1991–2020, extremos 1970–presente | Parámetros climáticos promedio de Valparaíso, Chile (Faro de Punta Angeles, localizado en Universidad de Playa Ancha), normales 1991–2020, extremos 1970–presente | Parámetros climáticos promedio de Valparaíso, Chile (Faro de Punta Angeles, localizado en Universidad de Playa Ancha), normales 1991–2020, extremos 1970–presente | Parámetros climáticos promedio de Valparaíso, Chile (Faro de Punta Angeles, localizado en Universidad de Playa Ancha), normales 1991–2020, extremos 1970–presente | Parámetros climáticos promedio de Valparaíso, Chile (Faro de Punta Angeles, localizado en Universidad de Playa Ancha), normales 1991–2020, extremos 1970–presente | Parámetros climáticos promedio de Valparaíso, Chile (Faro de Punta Angeles, localizado en Universidad de Playa Ancha), normales 1991–2020, extremos 1970–presente |
| Mes | Ene. | Feb. | Mar. | Abr. | May. | Jun. | Jul. | Ago. | Sep. | Oct. | Nov. | Dic. | Anual |
| --- | --- | --- | --- | --- | --- | --- | --- | --- | --- | --- | --- | --- | --- |
| Temp. máx. abs. (°C) | 29.8 | 31.2 | 28.2 | 25.6 | 27.4 | 24.0 | 28.4 | 26.4 | 28.6 | 30.5 | 30.2 | 28.6 | 31.2 |
| Temp. máx. media (°C) | 21.9 | 22.2 | 21.9 | 19.8 | 18.5 | 17.1 | 16.3 | 17.3 | 17.3 | 19.0 | 20.0 | 21.5 | 19.4 |
| Temp. media (°C) | 17.9 | 17.9 | 16.8 | 15.2 | 13.9 | 12.6 | 12.1 | 12.5 | 13.2 | 14.1 | 15.4 | 16.6 | 14.9 |
| Temp. mín. media (°C) | 13.6 | 13.9 | 12.6 | 10.7 | 9.9 | 8.6 | 8.1 | 8.4 | 9.7 | 9.5 | 11.0 | 12.3 | 10.7 |
| Temp. mín. abs. (°C) | 9.8 | 5.6 | 6.8 | 2.7 | 3.6 | 2.0 | 3.4 | 3.2 | 1.9 | 4.6 | 1.6 | 7.8 | 1.6 |
| Precipitación total (mm) | 0.2 | 1.2 | 2.8 | 14.9 | 66.2 | 106.1 | 66.7 | 61.2 | 24.9 | 12.7 | 3.8 | 2.5 | 363.2 |
| Días de precipitaciones (≥ 1.0 mm) | 0.0 | 0.2 | 0.4 | 1.5 | 3.7 | 5.8 | 4.4 | 3.8 | 2.2 | 1.3 | 0.5 | 0.3 | 24.0 |
| Horas de sol | 279.0 | 245.7 | 217.0 | 174.0 | 114.7 | 81.0 | 93.0 | 117.8 | 147.0 | 170.5 | 216.0 | 263.5 | 2119.2 |
| Humedad relativa (%) | 72 | 74 | 76 | 78 | 80 | 80 | 80 | 79 | 78 | 75 | 71 | 70 | 76 |
| Fuente n.º 1: Dirección Meteorológica de Chile (humedad 1931–1960)                                                                                                | | | | | | | | | | | | | |
| Fuente n.º 2: Horas de sol NOAA (días con precipitaciones 1991–2020)                                                                                              | | | | | | | | | | | | | |

| Parámetros climáticos promedio de Valparaíso (Aeródromo Rodelillo) 1991–2020, extremos 1975–presente) | Parámetros climáticos promedio de Valparaíso (Aeródromo Rodelillo) 1991–2020, extremos 1975–presente) | Parámetros climáticos promedio de Valparaíso (Aeródromo Rodelillo) 1991–2020, extremos 1975–presente) | Parámetros climáticos promedio de Valparaíso (Aeródromo Rodelillo) 1991–2020, extremos 1975–presente) | Parámetros climáticos promedio de Valparaíso (Aeródromo Rodelillo) 1991–2020, extremos 1975–presente) | Parámetros climáticos promedio de Valparaíso (Aeródromo Rodelillo) 1991–2020, extremos 1975–presente) | Parámetros climáticos promedio de Valparaíso (Aeródromo Rodelillo) 1991–2020, extremos 1975–presente) | Parámetros climáticos promedio de Valparaíso (Aeródromo Rodelillo) 1991–2020, extremos 1975–presente) | Parámetros climáticos promedio de Valparaíso (Aeródromo Rodelillo) 1991–2020, extremos 1975–presente) | Parámetros climáticos promedio de Valparaíso (Aeródromo Rodelillo) 1991–2020, extremos 1975–presente) | Parámetros climáticos promedio de Valparaíso (Aeródromo Rodelillo) 1991–2020, extremos 1975–presente) | Parámetros climáticos promedio de Valparaíso (Aeródromo Rodelillo) 1991–2020, extremos 1975–presente) | Parámetros climáticos promedio de Valparaíso (Aeródromo Rodelillo) 1991–2020, extremos 1975–presente) | Parámetros climáticos promedio de Valparaíso (Aeródromo Rodelillo) 1991–2020, extremos 1975–presente) |
| Mes                                                                                                   | Ene.                                                                                                  | Feb.                                                                                                  | Mar.                                                                                                  | Abr.                                                                                                  | May.                                                                                                  | Jun.                                                                                                  | Jul.                                                                                                  | Ago.                                                                                                  | Sep.                                                                                                  | Oct.                                                                                                  | Nov.                                                                                                  | Dic.                                                                                                  | Anual                                                                                                 |
| --- | --- | --- | --- | --- | --- | --- | --- | --- | --- | --- | --- | --- | --- |
| Temp. máx. abs. (°C)                                                                                  | 34.6                                                                                                  | 35.0                                                                                                  | 33.0                                                                                                  | 35.8                                                                                                  | 35.3                                                                                                  | 29.2                                                                                                  | 31.5                                                                                                  | 32.3                                                                                                  | 31.9                                                                                                  | 32.3                                                                                                  | 34.9                                                                                                  | 33.4                                                                                                  | 35.8                                                                                                  |
| Temp. máx. media (°C)                                                                                 | 23.3                                                                                                  | 22.6                                                                                                  | 22.0                                                                                                  | 19.9                                                                                                  | 17.3                                                                                                  | 15.5                                                                                                  | 15.0                                                                                                  | 15.6                                                                                                  | 16.9                                                                                                  | 18.6                                                                                                  | 20.9                                                                                                  | 22.3                                                                                                  | 19.2                                                                                                  |
| Temp. media (°C)                                                                                      | 17.9                                                                                                  | 17.4                                                                                                  | 16.8                                                                                                  | 15.1                                                                                                  | 13.2                                                                                                  | 11.6                                                                                                  | 11.0                                                                                                  | 11.4                                                                                                  | 12.4                                                                                                  | 13.6                                                                                                  | 15.3                                                                                                  | 16.7                                                                                                  | 14.4                                                                                                  |
| Temp. mín. media (°C)                                                                                 | 12.4                                                                                                  | 12.3                                                                                                  | 11.7                                                                                                  | 10.4                                                                                                  | 9.1                                                                                                   | 7.9                                                                                                   | 7.0                                                                                                   | 7.2                                                                                                   | 8.0                                                                                                   | 8.6                                                                                                   | 9.8                                                                                                   | 11.2                                                                                                  | 9.6                                                                                                   |
| Temp. mín. abs. (°C)                                                                                  | 7.4                                                                                                   | 6.2                                                                                                   | 2.3                                                                                                   | 3.0                                                                                                   | 2.0                                                                                                   | 0.1                                                                                                   | 0.1                                                                                                   | -0.1                                                                                                  | 1.1                                                                                                   | 2.4                                                                                                   | 1.6                                                                                                   | 5.5                                                                                                   | -0.1                                                                                                  |
| Precipitación total (mm)                                                                              | 0.7                                                                                                   | 1.1                                                                                                   | 3.9                                                                                                   | 20.4                                                                                                  | 96.0                                                                                                  | 161.7                                                                                                 | 89.3                                                                                                  | 88.7                                                                                                  | 37.9                                                                                                  | 15.5                                                                                                  | 5.0                                                                                                   | 3.7                                                                                                   | 523.9                                                                                                 |
| Días de precipitaciones (≥ 1.0 mm)                                                                    | 0.1                                                                                                   | 0.1                                                                                                   | 0.6                                                                                                   | 1.7                                                                                                   | 3.9                                                                                                   | 5.9                                                                                                   | 4.7                                                                                                   | 4.3                                                                                                   | 2.8                                                                                                   | 1.4                                                                                                   | 0.6                                                                                                   | 0.6                                                                                                   | 26.7                                                                                                  |
| Fuente n.º 1: Dirección Meteorológica de Chile                                                        | | | | | | | | | | | | | |
| Fuente n.º 2: NOAA (días con precipitaciones 1991–2020)                                               | | | | | | | | | | | | | |

## Demografía

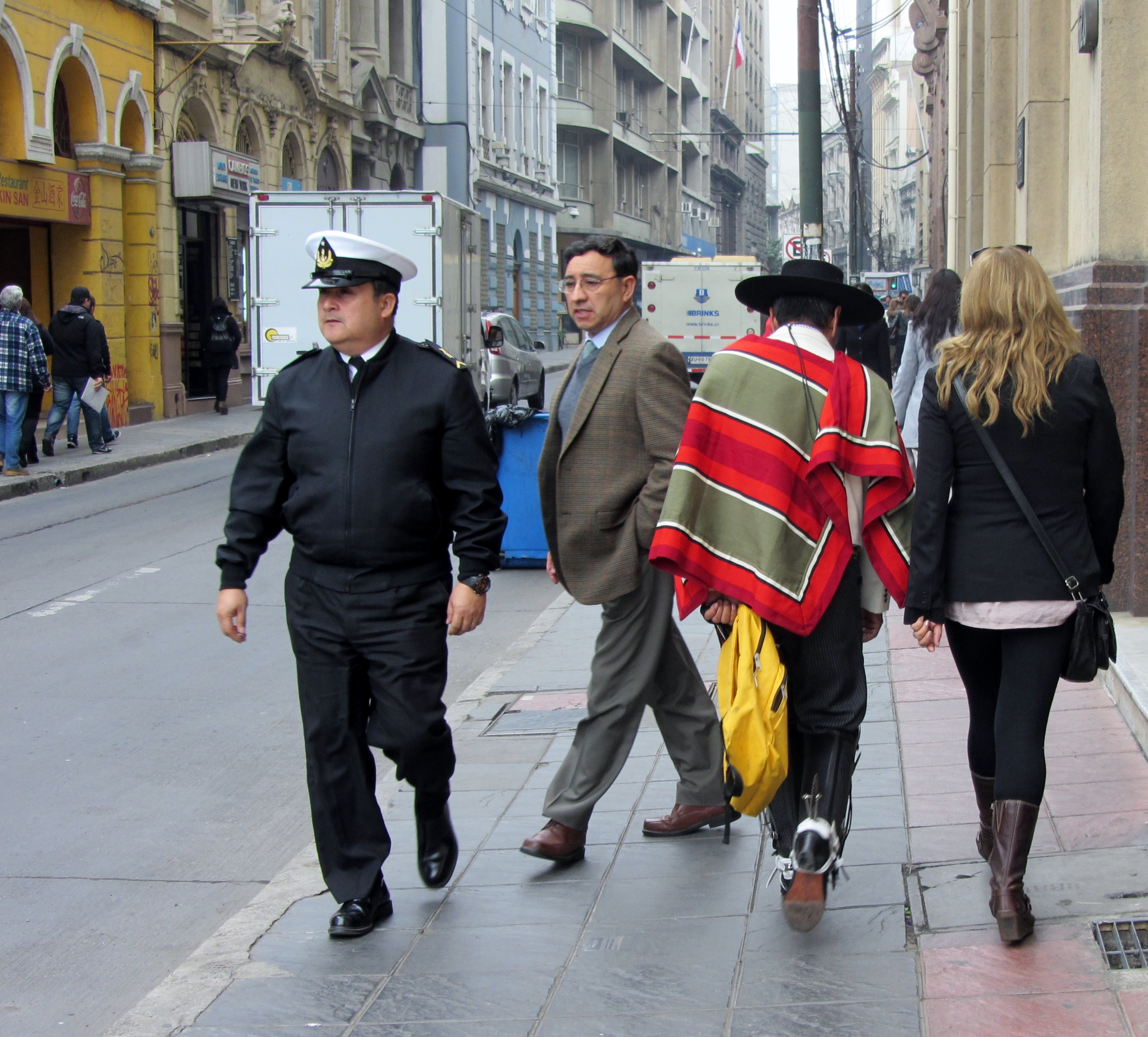
Peatones en calle Prat en 2014.

Según los datos del Censo levantado por el Instituto Nacional de Estadísticas (INE), en 2017, la comuna tiene una población de 296 655  habitantes, de los cuales 151 710 son mujeres y 144 945 son hombres. El porcentaje de variación intercensal entre 2002 y 2017 es de un 7,49 %.
Valparaíso acoge al 16,33 % de la población total de la región. El año 2002, esa proporción era de 17,92 %

## Administración

### Municipalidad
La administración de la comuna de Valparaíso corresponde a la municipalidad homónima, cuya máxima autoridad para el período 2024-2028 es la alcaldesa Camila Nieto Hernández (FA). En tanto, el Concejo Municipal, cuya función es fiscalizadora, normativa y resolutiva, está conformado por:
- Miguel Vergara González (REP)
- Valentina Véliz González (REP)
- Leonardo Contreras Neira (RN)
- Dante Iturrieta Méndez (UDI)
- Jorge López Morales (PDG)
- Alicia Zúñiga Valencia (PCCh)
- Lukas Cáceres Costa (FA)
- Thelmo Aguilar Rojas (Ind./FA)
- Vicente Celedón Collao (Ind./FRVS)
- Jazmin Murillo Jorquera (Ind./PPD)

### Representación parlamentaria
A nivel parlamentario, Valparaíso pertenece al Distrito Electoral n.º 7 y a la VI Circunscripción Senatorial (Región de Valparaíso). Es representada en la Cámara de Diputados y Diputadas del Congreso Nacional por los diputados Tomás Lagomarsino (PR), Tomás De Rementería (ind-PS), Camila Rojas (FA), Jorge Brito (FA), Luis Cuello (PCCh), Andrés Celis (RN), Hotuiti Teao (ind-EVOP) y Luis Sánchez (REP) en el periodo 2022-2026. a su vez que es representada en el Senado de Chile por los senadores Francisco Chahuán (RN), Kenneth Pugh (RN), Ricardo Lagos Weber (PPD), Isabel Allende (PS) y Juan Ignacio Latorre (FA).

## Economía
Hacia 2018 había 8126 empresas registradas en Valparaíso. El Índice de Complejidad Económica (ECI) en el mismo año fue de 1.99, mientras que las actividades económicas con mayor índice de Ventaja Comparativa Revelada (RCA) fueron servicios de fotocopias (56.79), alquiler de equipo de transporte por vía aérea (54.05) y manipulación de la carga (38.6).

### Puerto de Valparaíso

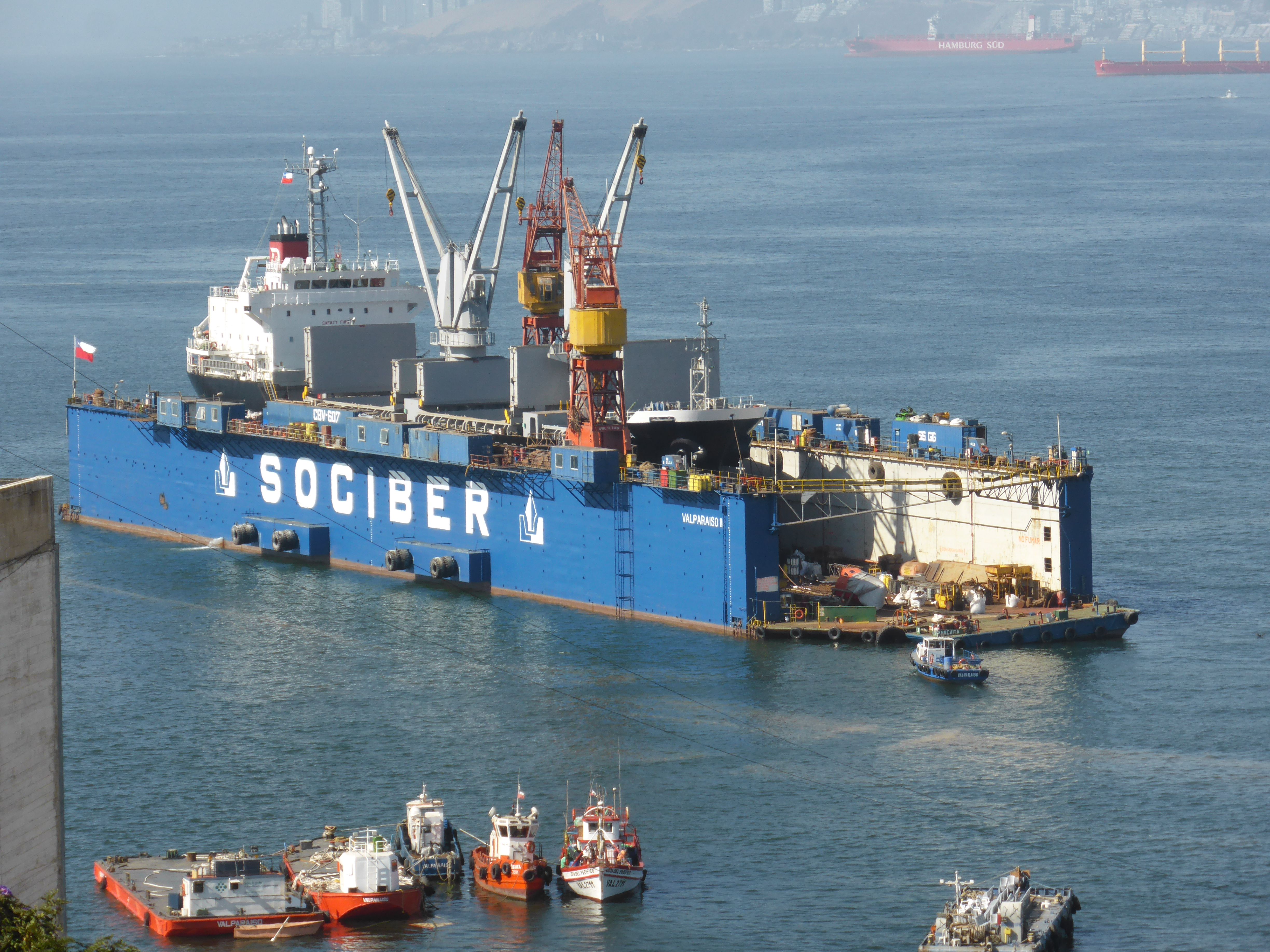
Dique flotante Valparaíso III, del año 1985, desde el cerro Concepción.

El primer buque arribó a Valparaíso en 1536: era el Santiaguillo, que apoyaba la expedición de Diego de Almagro.
En 1810 un acaudalado comerciante construyó el primer muelle de la historia de Chile y primero durante la era colonial en el lugar donde hoy se encuentra el edificio de El Mercurio de Valparaíso, ya que en ese momento el mar llegaba hasta ese lugar (debido a trabajos para ganarle terrenos al mar, hoy se encuentra cinco cuadras más lejos).
Entre 1910 y 1930 se construyó gran parte del actual puerto de la ciudad, incluyendo faenas de relleno para ganarle terreno al mar.
Actualmente el puerto de Valparaíso se divide en diez sitios de los cuales los sitios 1, 2, 3, 4 y 5 son administrados por Terminal Pacífico Sur S.A. y los sitios 6, 7, 8, 9 y 10 por la Empresa Portuaria de Valparaíso.
Los dos últimos sitios incluyen un muelle y son utilizados como paseos públicos y terminal de pasajeros de cruceros. En un futuro cercano se busca darle un impulso inmobiliario a esta gran zona de la ciudad.
Valparaíso es el principal puerto de contenedores y pasajeros de Chile.
Anualmente transfiere 10 millones de toneladas y atiende por temporada cerca de 50 cruceros y 150 000 pasajeros.
El hecho de que Valparaíso posea un puerto no significa necesariamente que se beneficie de manera alguna de esta condición, ya que todos los ingresos que este genera van a parar al erario fiscal, no al municipal. Además de que el municipio de Valparaíso no tiene injerencia alguna en la toma de decisiones concernientes al puerto mismo o a la elección de sus autoridades, responsabilidad que recae solamente en el gobierno nacional.

### Turismo

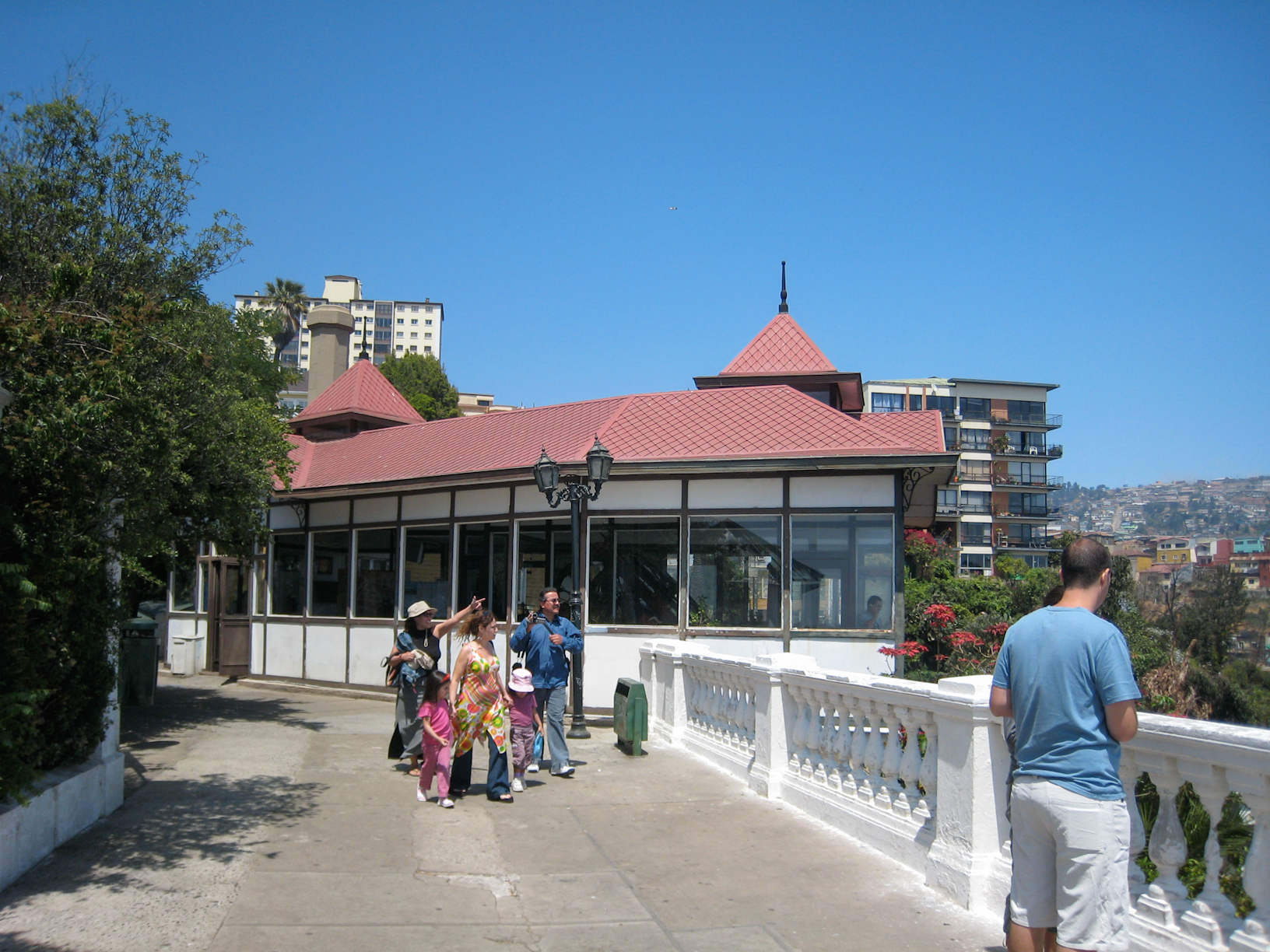
Turistas en Cerro Alegre.

La particular distribución geográfica de Valparaíso, donde los cerros invaden la costa, hace que la visión de cerro a mar sea destacable. Por ello, lugares como los miradores Portales, Esperanza, O'Higgins y Marina Mercante, los paseos 21 de Mayo, Yugoslavo, Gervasoni, Mirador Atkinson y Dimalow son ideales a la hora de ver de manera panorámica la ciudad puerto. Durante las fiestas de año nuevo, muchos de estos paseos mirador son repletados por turistas a altas horas de la mañana, todo por tener una visión más privilegiada del espectáculo pirotécnico.
Los recorridos entre los cerros más antiguos de la ciudad (Alegre y Concepción) permiten contemplar la arquitectura inglesa colonial de sus casas, sus iglesias de principios del siglo XIX y adentrarse en museos contemporáneos, jardines y pequeñas plazoletas, miradores escondidos entre casas y balcones. Alrededor de sus cerros y el Plan Almendral existen interesantes museos, entre los que destacan el Naval y Marítimo (cuya entrada está en la mitad de la Feria Artesanal del paseo 21 de Mayo), el Lord Cochrane, el Municipal de Bellas Artes, instalado en el Palacio Baburizza, el de Historia Natural, el del Payaso y el Títere, la galería de Arte Municipal, la casa mirador de Lukas y La Sebastiana, una de las casas del poeta Pablo Neruda.

### Comercio
Actualmente en Valparaíso hay 3 centros comerciales, 4 stripcenter, 4 ejes comerciales importantes y 1 Outlet:
- Cenco Valparaíso (ex Portal Valparaíso) (Jumbo, Easy, París y La Polar)
- Mall Paseo del Puerto
- Mall Paseo Ross
- Strip Center Plaza Barón
- Strip Center Los Placeres
- Strip Center Parque los ingleses
- Strip Center Puerto Curauma
- Eje Avenida Pedro Montt
- Eje Avenida Uruguay
- Eje Calle Victoria
- Eje Avenida Condell
- Arauco Premium Outlet Curauma

## Relaciones internacionales
La ciudad de Valparaíso es sede de una serie de instituciones de relaciones internacionales, tales como la Unidad Regional de Asuntos Internacionales (URAI) del Gobierno Regional de Valparaíso, encargada del análisis y gestión de las relaciones bilaterales y multilaterales de la región con América Latina y el resto del mundo, las Unidades de Relaciones Internacionales de la Cámara de Diputadas y Diputados, y el Senado, la Unidad de Asuntos Internacionales del Ministerio de las Culturas, las Artes y el Patrimonio, la Unidad de Asuntos Internacionales de la Subsecretaría de Pesca y Acuicultura, el Departamento de Relaciones Internacionales del Estado Mayor General de la Armada de Chile, el Departamento de Asuntos Internacionales de la Dirección General del Territorio Marítimo y Marina Mercante (DIRECTEMAR), la Comisión de Relaciones Internacionales del Consejo Regional de Valparaíso, la oficina regional del Servicio Nacional de Migraciones, la oficina regional de la Dirección General de Promoción de Exportaciones (ProChile), el Departamento de Migraciones y Policía Internacional de la Policía de Investigaciones, y la Dirección de Desarrollo Económico y Cooperación, y Oficina de Migrantes de la Municipalidad de Valparaíso.

### Internacionalización en educación superior
En materia de relaciones internacionales y educación superior, los principales actores dentro de Valparaíso son la Comisión de Relaciones Internacionales del Consejo de Rectores de Valparaíso, Dirección de Relaciones Institucionales de la Universidad de Valparaíso, la Dirección General de Asuntos Internacionales de la Pontificia Universidad Católica de Valparaíso, la Dirección General de Asuntos Internacionales de la Universidad de Playa Ancha, y la Oficina de Asuntos Internacionales de la Universidad Técnica Federico Santa María. La región también cuenta con un programa de posgrado en el área, el Magíster en Relaciones Internacionales de la Pontificia Universidad Católica de Valparaíso.

### Consulados

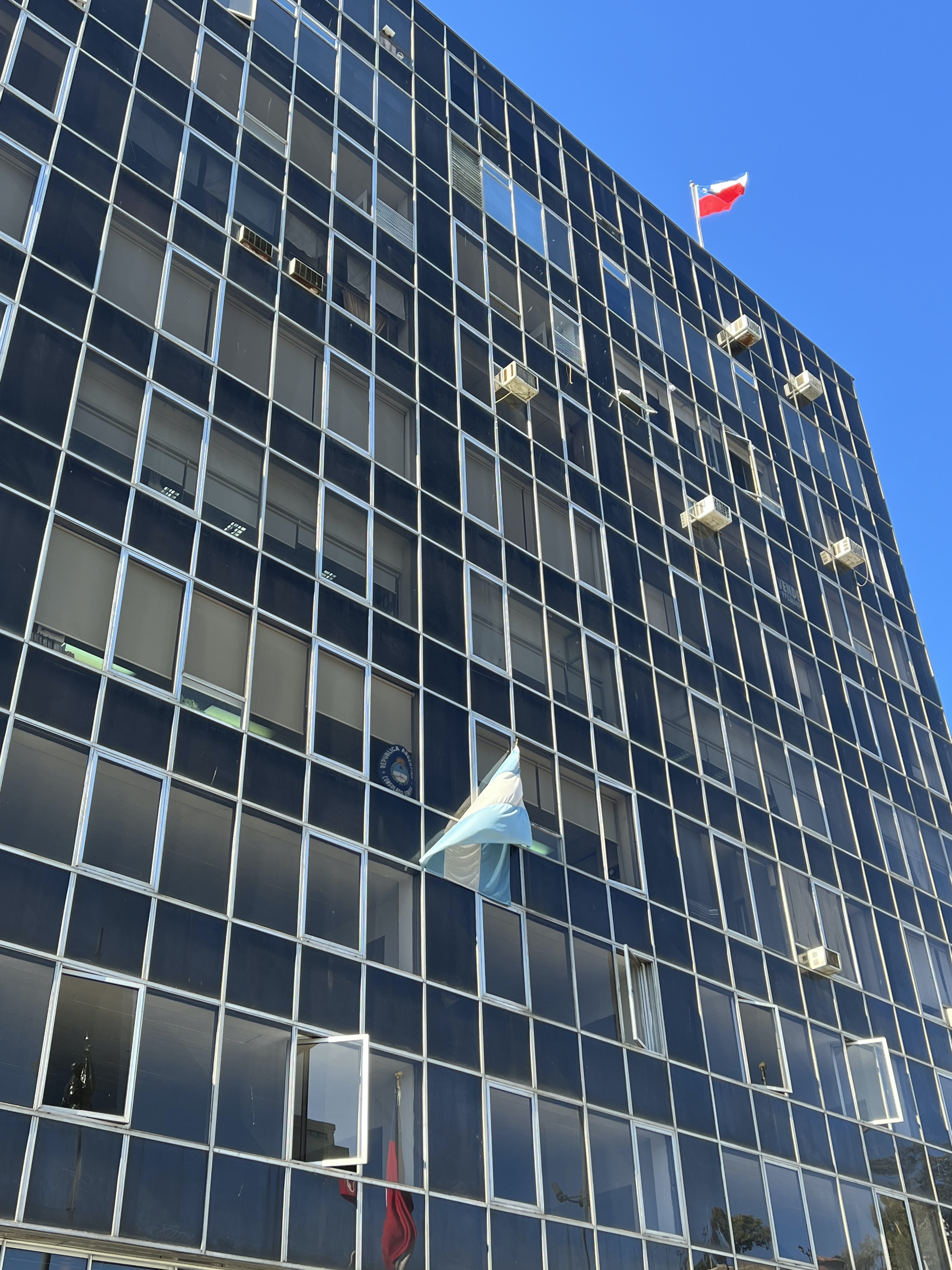
Consulado-General de Argentina en Valparaíso

| - Argentina (Consulado General) - Austria (Consulado Honorario) - Bélgica (Consulado Honorario) - Brasil (Consulado Honorario) - Dinamarca (Consulado Honorario) - Ecuador (Consulado Honorario) - Francia (Consulado Honorario) - Guatemala (Consulado Honorario) - Haití (Consulado Honorario) - Hungría (Consulado Honorario) | - Italia (Consulado Honorario) - Panamá (Consulado General) - Perú (Consulado General) - Reino Unido (Consulado Honorario) - Rusia (Consulado Honorario) - Suecia (Consulado Honorario) |

## Cultura local y patrimonio

### Cultura

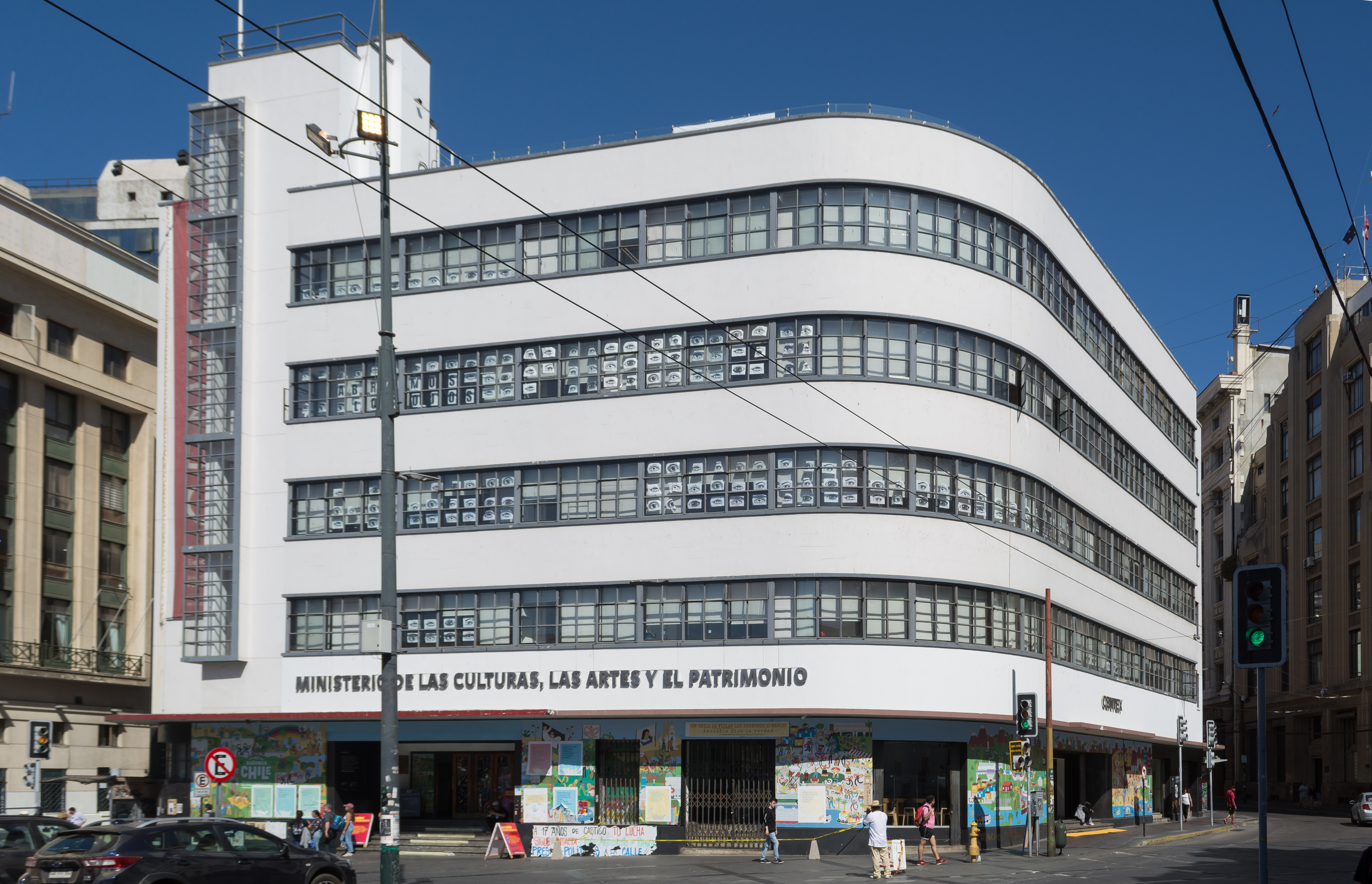
Edificio del Ministerio de las Culturas, las Artes y el Patrimonio ubicado en Valparaíso.

Valparaíso es una ciudad con una vigorosa actividad cultural, lugar de nacimiento de la banca, la bolsa, los bomberos, la Armada chilena, el primer faro del país, el primer observatorio astronómico de Latinoamérica, la navegación a vapor, el telégrafo, la telefonía, la hípica, la educación privada, el primer teatro, la fotografía, el fútbol, el cine, la televisión, el primer computador, el primer Cuerpo Voluntario de Bote Salvavidas en Sudamérica, entre otras instituciones de Chile. Desde los inicios de la historia chilena ha gozado de gran importancia en este aspecto, ya que al ser el puerto principal del país, era receptora de inmigrantes de Europa y de otras partes del mundo.
Referentes de la riqueza artística de la ciudad son los museos Naval y Marítimo, al que se accede por la mitad de la feria artesanal del Paseo 21 de Mayo en el cerro Artillería; Municipal de Bellas Artes, del Mar Lord Thomas Cochrane y de Historia Natural; la Galería Municipal de Arte (Condell 1550), La Sebastiana, una de las casas de Pablo Neruda que se ubica en el cerro Florida. Anualmente son realizados el Carnaval Mil Tambores y el Festival Nacional de Cueca y Tonada Inédita.
La Biblioteca Santiago Severín de Valparaíso fue la primera biblioteca pública propiamente tal que tuvo Chile.
Al final de los años 1960, durante un taller de murales que realizaba el profesor Francisco Ménez en la Universidad Católica porteña, nació la idea de pintar grandes murales de corte abstracto en los muros de las casas y las murallas de contención del cerro Bellavista que se plasmó en cerca de sesenta murales pintados en diversos lugares de la ciudad entre ese año y 1973. A comienzos de este último, en una conversación Nemesio Antúnez, que en ese entonces se desempeñaba como director del Museo de Bellas Artes de Santiago, se le planteó la idea de convocar a diversos pintores para plasmar la idea de realizar con murales un recorrido artístico por los cerros de Valparaíso. El golpe militar de 11 de septiembre obligó a posponer la realización del proyecto, que vino a concretarse solo en 1991 gracias a un convenio suscrito entre la citada universidad y la Municipalidad de Valparaíso dando nacimiento al Museo a Cielo Abierto de Valparaíso.
El hecho que las pinturas se encuentran dispuestas en un recorrido a través del faldeo del cerro, en diferentes posiciones, que haya escaleras tan especiales y cálculo pictórico, surrealistas —como la número 16 de Nemesio Antúnez—, expresionistas, de arte pop, de arte óptico, figurativas y abstractas, que cada uno de los pintores escogiera su propio muro, vale decir «su propia tela», que no se le haya impuesto al artista algún tema u homenaje común —lo que es corriente en murales de la ciudad—, que éstas simbolizan el carácter propio del artista dentro de una estrecha relación con los vecinos como cómplices, colaboradores, amigos y críticos -se dice que los abastecían de té, les guardaban sus pertenencias al final del día y les cuidaban las pinturas- resultando una ilustración del entorno y el momento en que están insertos, sea propiamente un museo. Fue inaugurado en el año 1992 con hermosas obras de Nemesio Antúnez, Mario Toral y Roberto Matta entre otros grandes artistas, y se puede acceder a él por medio del Ascensor Espíritu Santo.
El Mercurio de Valparaíso, el diario de habla hispana más antiguo del mundo en circulación, es testigo de la evolución de Valparaíso.
Valparaíso además, durante el Bicentenario, fue sede de importantes eventos culturales de nivel internacional, como el Forum Universal de las Culturas de 2010 y del que iba a ser el V Congreso Internacional de la Lengua Española, que se convertiría en una de las versiones más importantes de este evento, sin embargo el terremoto que golpeó al país el 27 de febrero de ese año, obligó a cancelar el congreso.

### Ascensores

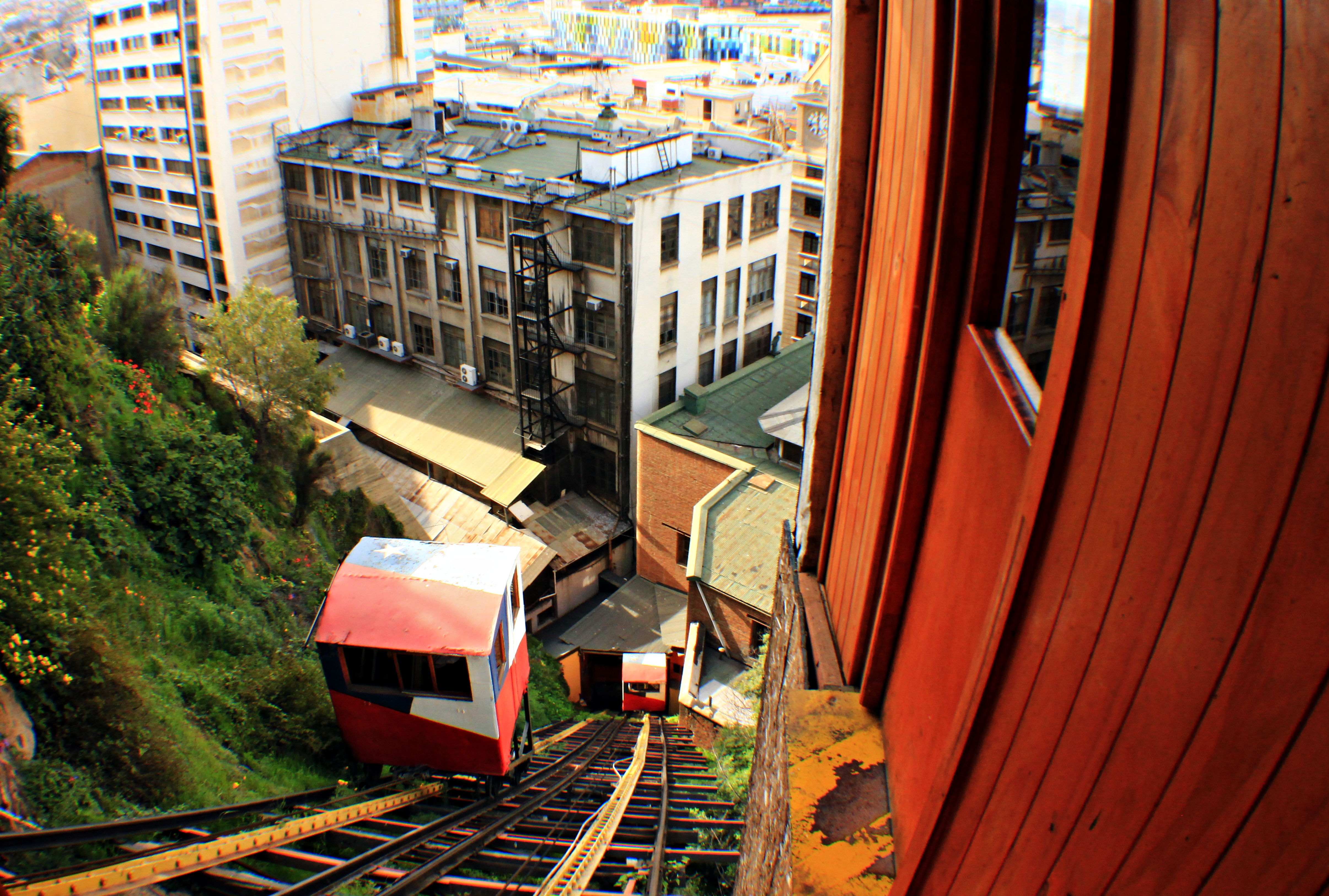
Funicular Concepción, el primero de la ciudad.

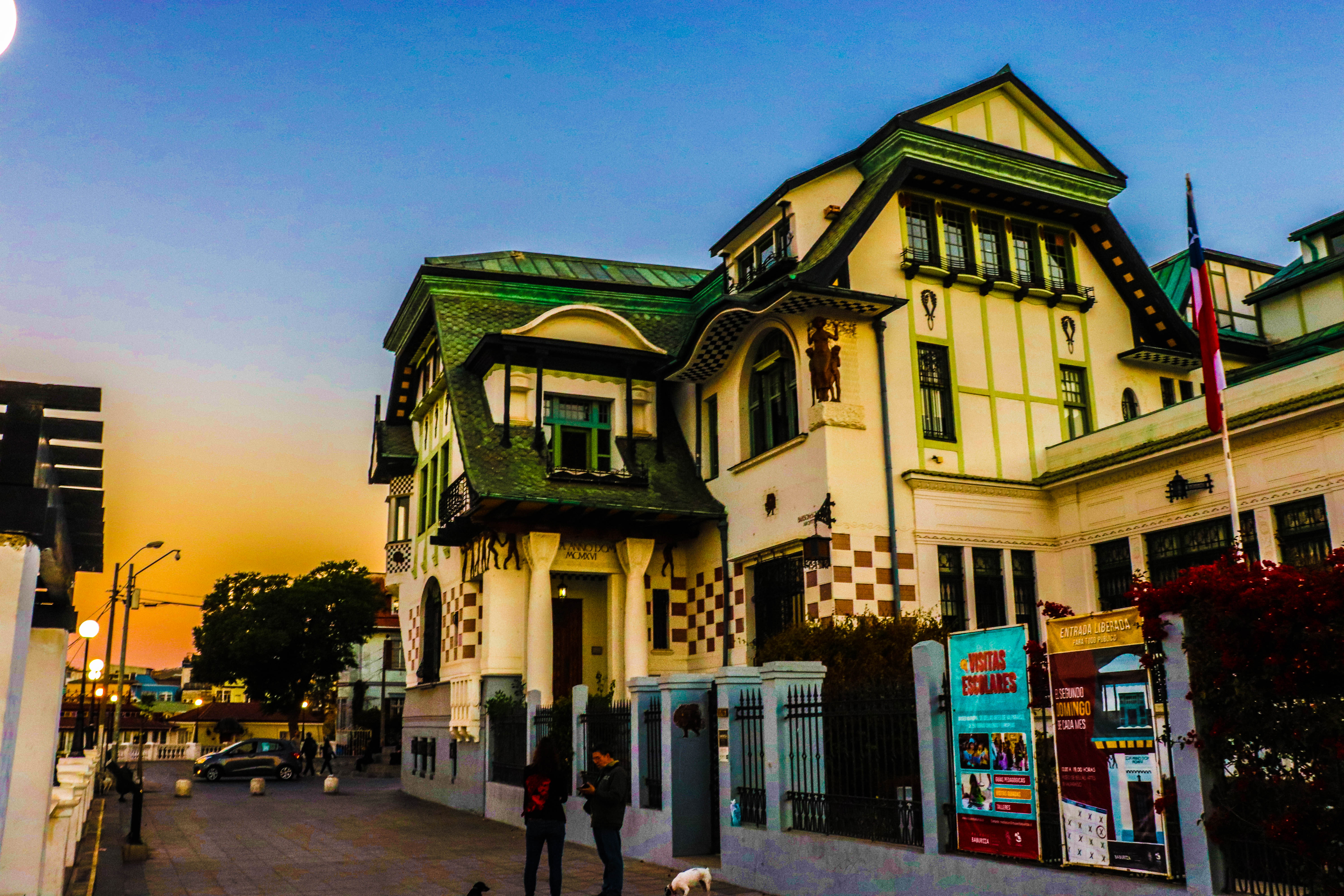
Mirador de Valparaíso

Debido a las pendientes de los cerros de Valparaíso, muchos de los sectores aledaños del puerto son inaccesibles por los medios de transporte colectivo y los ascensores funiculares cumplen la tarea de conectar la parte alta de la ciudad con el plan, además de ser referentes turísticos. El primero, que funcionaba a vapor, se construyó en el cerro Concepción en 1883 y el del Cordillera, en 1887.
Aunque la idea original era construir un ascensor por cerro —Valparaíso posee 43 cerros—, ese plan no se plasmó en su totalidad debido a la aparición de los buses y el tendido de caminos que hicieron más fácil el acceso. Sin embargo, se terminaron más de 30, de los cuales permanecen 15, la gran mayoría aún en funcionamiento. Hay unos cuantos fuera de servicio o en reparaciones, y se ha sugerido restablecer algunos ya desaparecidos, como el Esmeralda, que comunicaba la calle Condell con el paseo Atkinson.
El ascensor Ramaditas, en la calle Washington, era el único cuyas dos estaciones se ubicaban en un cerro, a diferencia del resto en la que la baja está en el plan. El Artillería llegó a ser tan exitoso que sus dueños decidieron construir una «segunda línea» junto a la original —cada una con su respectiva sala de máquinas—, creando así el único ascensor de cuatro carros de Valparaíso. Con el tiempo dejó de ser rentable y la primera línea fue desmantelada (solo quedan vestigios de ella), pero la 2 sigue funcionando.
El único ascensor «institucional» de Valparaíso es el Van Buren, del hospital del mismo nombre, que solo se permite utilizar a funcionarios del establecimiento. Es heredero de uno en vertical, similar al Polanco, que se llamada San Juan de Dios (antiguo nombre del hospital), construido a fines del siglo XIX.
Valparaíso cuenta en la actualidad con 16 ascensores declarados Monumentos Históricos Nacionales entre 1974 y 2010, de los cuales cinco eran de propiedad municipal —el Barón, El Peral, el Polanco, el Reina Victoria y el San Agustín (detenido por trabajos)— y los otros estaban en manos privadas: Florida, Mariposas y Monjas pertenecían a la Compañía Nacional de Ascensores S. A.; Artillería, Concepción y Cordillera, a la de Ascensores Mecánicos de Valparaíso; Espíritu Santo, Larraín y Villaseca (detenido desde 2006 por reparaciones), a la de Ascensores Valparaíso S. A.; y Lecheros (detenido desde 2007 por un incendio), al empresario Justo Maturana (Compañía de Ascensores del Cerro Lecheros Ltda).
Diez de esos ascensores privados fueron comprados por la Municipalidad en mayo de 2012 y solo el último citado quedó fuera de ese plan, aunque más tarde se aprobó su compra en dos cuotas, que debería haberse completado en el primer trimestre de 2015.

### Trolebuses

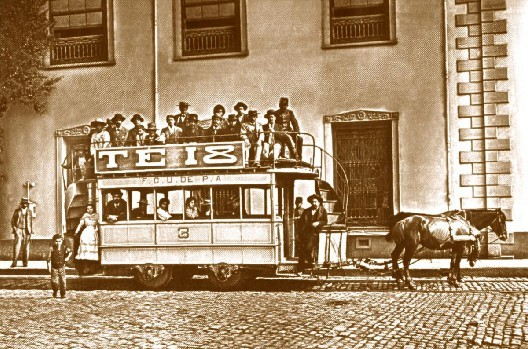
Tranvía a tracción animal o carros de sangre frente a la Aduana.

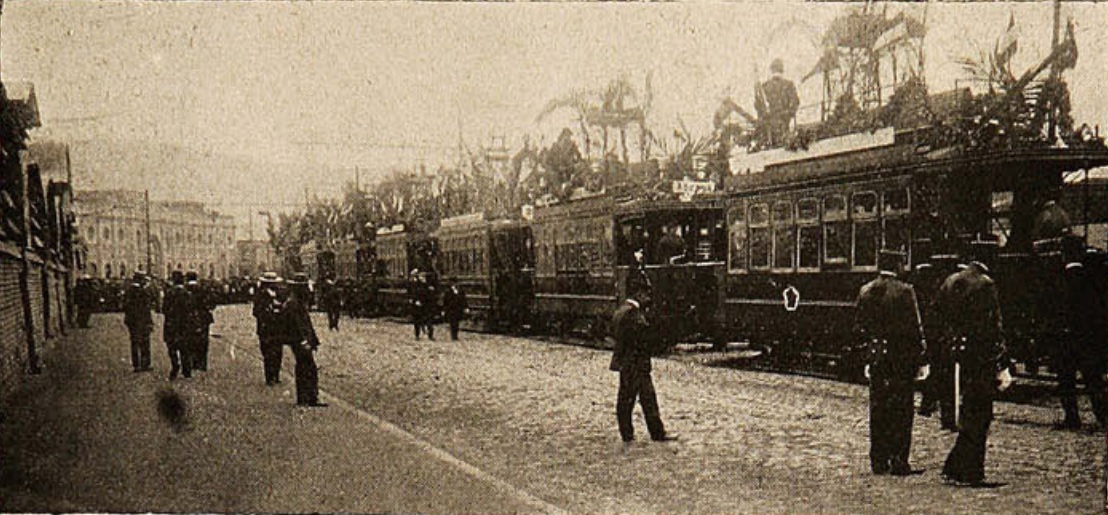
Inauguración de los tranvías eléctricos, 25 de diciembre de 1904.

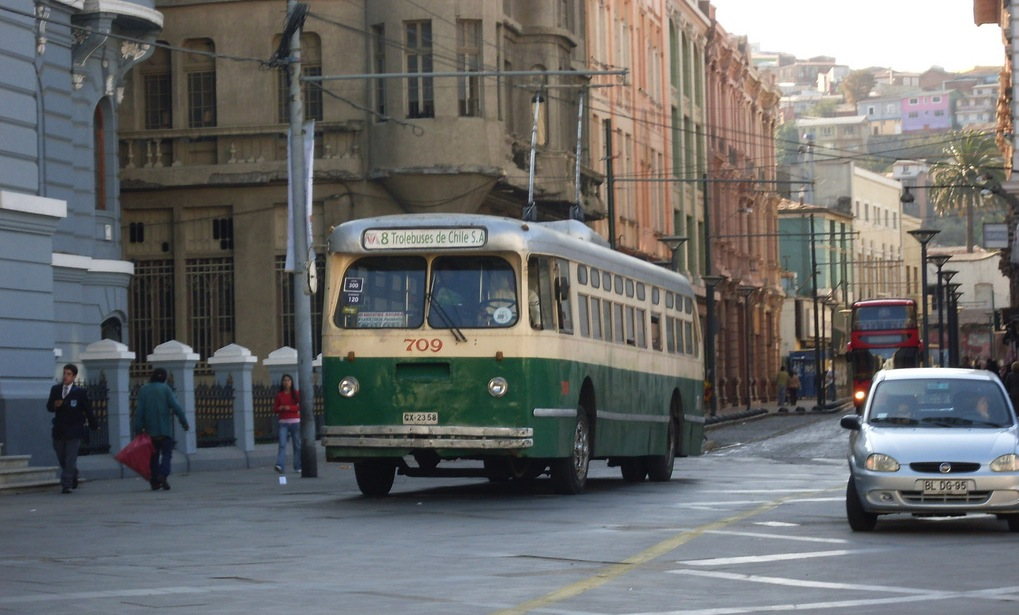
Trolebús Pullman circulando por las calles de Valparaíso.

Otro medio de transporte colectivo es el trolebús, conocido popularmente como trole, vehículos eléctricos, construidos en la desaparecida Pullman-Standard Company de Estados Unidos. Comenzaron a prestar servicios con gran pompa el 31 de diciembre de 1952, cinco años después que en Santiago. Esta fecha fue muy esperada por los porteños, ya que era el día que salían de circulación los viejos tranvías eléctricos, con la misma alegría que los habían recibido en 1903 cuando reemplazaron a los carros de sangre, que eran tirados por percherones y fuertes caballos por los rieles que descansaban sobre los adoquines.
A principios de la década de 1990, fueron comprados en Suiza trolebuses artículados de segunda mano cuya fabricación data entre 1965 y 1975 aproximadamente. En 2000, tuvieron que dejar la vieja maestranza de Independencia ya que el terreno fue enajenado para construir los nuevos Juzgados de Garantía y Oral en lo Penal, estuvieron hasta 2006 en un terreno eriazo en la avenida España. Entre 2006 y 2008, tenían sus talleres en Placilla de Peñuelas, pero desde mediados de 2008 están de vuelta en Valparaíso.
En los últimos años problemas administrativos han puesto en jaque su permanencia dentro del sistema de transporte público de la ciudad. Un salvavidas para estas viejas máquinas, testigos mudos de un pasado glorioso ocurrió en julio de 2003, ya que el Consejo de Monumentos Nacionales de Chile concedió a los quince trolleys Pullman-Standard modelos 800 y 700 que aún están en funcionamiento la categoría de Monumento Nacional.
Actualmente se encuentra protegido bajo el sistema de licitación colectiva Transporte Metropolitano de Valparaíso (TMV), la cual, pese a no solucionar del todo sus problemas, si han hecho de este medio de transporte el más pintoresco de todo el país; así también han asegurado su funcionamiento por varios años más, siendo un transporte cómodo, limpio y respetado por la mayoría de los habitantes porteños. En algunas épocas este servicio es utilizado por compañías y escuelas de teatro locales para realizar obras relativa a los principales hitos en la historia de la ciudad.
Desde marzo de 2015, diez trolebuses NAW comprados de segunda mano a la ciudad suiza de Luzern circulan junto con los tradicionales Pullman. En 2017 fueron puestos en servicio otros cuatro vehículos de similares características.

## Patrimonio de la Humanidad

### Declaratoria
Aprobada por la Unesco en 1972 y suscrita por Chile en 1980, la Convención del Patrimonio Mundial Cultural y Natural exigió a los países firmantes presentar una lista tentativa de «bienes del patrimonio cultural y natural», susceptibles de integrarse a la Lista del Patrimonio Mundial.
El listado de 18 sitios representativos presentados por Chile en 1998, incluyó a Valparaíso. En 1999 la primera presentación de la ciudad costera fue considerada «insuficiente» por el Comité Ejecutivo de la UNESCO, y el Gobierno de la época suspendió la tramitación para incluir documentación necesaria al respecto. El 2 de julio de 2003 los 21 miembros del Comité Ejecutivo de la Unesco reunidos en París, decidieron declarar Patrimonio de la Humanidad al centro histórico del puerto de Valparaíso.

### Arquitectura
Valparaíso fue el primer y más importante mercado mercante de la costa sudamericana del océano Pacífico, debido a su nexo entre este y el Atlántico a través del Estrecho de Magallanes. El impacto comercial se vio reflejado en su arquitectura, desarrollada con fuerza a fines del siglo XIX. En ese sentido, la Unesco declaró que «la ciudad colonial de Valparaíso constituye un ejemplo notable del desarrollo urbano y arquitectónico de América Latina a finales del siglo XIX».
El hecho de que la arquitectura colonial española se entrelazara con otros estilos europeos no hispanos, especialmente el victoriano, que fueron traídos a este puerto por inmigrantes británicos, y desarrollados extensamente durante el siglo XIX, ha dejado en el trazado de la ciudad una impronta original e indeleble.
Este mestizaje arquitectónico se debió también en parte a la forzada reconstrucción luego del gigantesco terremoto de Valparaíso de 1906, que obligó a arquitectos e ingenieros a privilegiar otros sistemas constructivos, que fuesen más sísmicamente estables, como por ejemplo: en madera (también llamado: «balloon frame»), el fierro forjado y el acero.
De hecho, Valparaíso es uno de los pocos lugares del mundo en que la arquitectura victoriana fue adaptada a la topografía del lugar con tal éxito. Esto ha generado que estilos que en el resto del país parecen exógenos, hayan tomado un tamaño y un volumen grandioso, por el simple hecho de ejecutarse en un cerro.

Enmarcada en un sitio natural en forma de anfiteatro, la ciudad se caracteriza por un tejido urbanístico tradicional especialmente adaptado a las colinas circundantes, que contrasta con el trazado geométrico utilizado en terreno llano.
UNESCO/ERI.

### Principales obras
Numerosas obras en diversos estilos arquitectónicos marcan el carácter único del Puerto, y reconocidos por la declaratoria de la Unesco. Por ejemplo:
- Iglesia de la Matriz, con una arquitectura a base de adobe, y de clara raíz hispánica.
- Reloj Turri, de incipiente art decó.
- Edificio El Mercurio, de 1901, de estilo historicista.
- Ex Intendencia, actualmente el Edificio Armada de Chile, de estilo neoclásico.
- Edificio de la Bolsa de Comercio de Valparaíso, del arquitecto chileno Carlos Federico Claussen, de estilo muy semejante al de El Mercurio.
- Museo de Bellas Artes de Valparaíso, ubicado en el Palacio Baburizza, obra de los italianos Arnaldo Barison y Renato Schiavon. Esta casa es uno de los mejores ejemplos nacionales del modernismo, también llamado art nouveau.
- La Sebastiana, del arquitecto español Sebastián Collado; construida para ser la casa de Pablo Neruda en la ciudad.
- Casas de la Avenida Gran Bretaña en Playa Ancha, en su mayoría realizadas por el arquitecto chileno Esteban Orlando Harrington, sobre la base de un fino trabajo artesanal en madera.

Con el objeto de preservar el conocimiento y la compresión del patrimonio arquitectónico de Valparaíso, la arquitecta Myriam Waisberg ha publicado diversos libros como Las Casas de Playa Ancha y Las casas de Valparaíso.

### Deterioro y desafíos
Habiéndole sido otorgado la categoría de Patrimonio de la Humanidad, Valparaíso presenta actualmente el enorme desafío de conservar y proteger sus edificios de valor. En ese sentido, en febrero de 2014, la Unesco alertó de «ruptura del paisaje urbano» en un informe solicitado por el Gobierno chileno sobre los efectos del crecimiento de la terminal portuaria de la ciudad y la potencial construcción del Mall Plaza Barón en la Bodega Simón Bolívar del muelle Barón, inmueble de conservación histórica.
El rechazo del Comité de Patrimonio Mundial de la Unesco llevó a mediados de junio de 2014 a la presidenta Michelle Bachelet a conformar una comisión asesora patrimonial que analizará el futuro de los proyectos que puedan impactar a la citada Bodega Simón Bolívar y que estará integrado por el Consejo de Monumentos Nacionales (CMN), la Municipalidad de Valparaíso, el Ministerio de Transportes e Icomos Chile. En esa línea, a fines de octubre de 2014, un grupo de arquitectos de la Pontificia Universidad Católica de Valparaíso presentaron una contrapropuesta a la construcción del Mall Plaza Barón.

## Transporte y Telecomunicaciones

### Transporte público

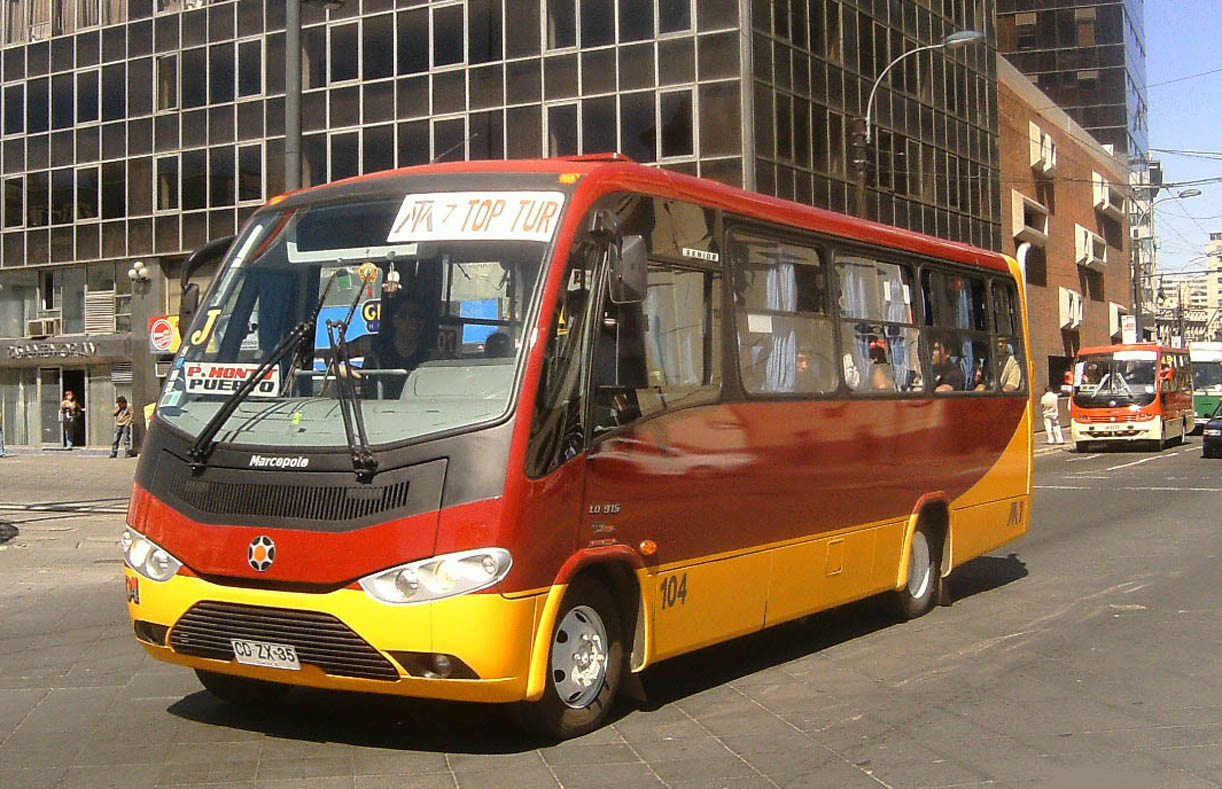
Bus del TMV.

A partir del 6 de enero de 2007 se ha implementado el Plan de Transporte Metropolitano del Gran Valparaíso TMV, el cual permite a las comunas de Viña del Mar, Concón, Quilpué, Villa Alemana y Valparaíso contar con un organizado sistema de transporte, el cual tiene como preferencia brindar orden, seguridad y tranquilidad a los usuarios. Y por sobre todo, rapidez en los viajes, para lo cual se efectúan los mismos recorridos del sistema anterior, pero de una manera ordenada, por medio de la implementación de un dispositivo de Sistema de Posicionamiento Global o GPS, permitiendo a las empresas correspondientes a cada Unidad de Negocio supervisar el recorrido completo, la velocidad y la frecuencia mínima.

### Tren Limache-Puerto
El Tren Limache-Puerto es un sistema de tren de cercanías urbano e interurbano, que cruza gran parte del Área Metropolitana de Valparaíso o Gran Valparaíso, que además cuenta con el puerto marítimo del mismo nombre, parte del corredor portuario Valparaíso-San Antonio. Este medio de transporte conecta a las comunas de Valparaíso, Viña del Mar, Quilpué, Villa Alemana y Limache, esta última fuera del radio urbano de la conurbación. Es administrado por EFE Valparaíso, empresa filial de la Empresa de los Ferrocarriles del Estado (EFE).
El nuevo servicio también beneficia, funcional y estratégicamente, a los habitantes de las comunas residenciales de Quilpué y Villa Alemana, además de la ciudad satélite del Gran Valparaíso, Limache, tres de los lugares donde vive la mayor parte de los pasajeros que habitualmente utilizaba el antiguo sistema, MERVAL.

### Telecomunicaciones
Es un punto de aterrizaje de varios cables de comunicaciones que conectan Chile a Internet:
- Cable Curie[58]
- Cable Prat[59]
- Cable South American Crossing[60]
- Cable Mistral[61]
- Cable South-America 1[62]

## Educación

### Establecimientos educativos
A nivel de educación primaria secundaria, Valparaíso cuenta con algunos de los colegios más emblemáticos de la región, como el Liceo Eduardo de la Barra de Valparaíso, el Colegio Salesiano y la Scuola Italiana, entre otros. Gran parte de estos colegios se ubican en el plan de la ciudad, concentrados en el barrio Almendral.
Además, Valparaíso fue la cuna de múltiples colegios privados fundados por las colonias europeas, como el Colegio Alemán, la Alianza Francesa, el Colegio Mackay (ahora ubicados en el vecino balneario de Viña del Mar) y el Colegio de los Sagrados Corazones de Valparaíso, que funcionando desde 1837 es el colegio privado más antiguo de Sudamérica.

### Establecimientos universitarios
Valparaíso se caracteriza por ser una ciudad universitaria, debido a la amplia cantidad de centros de educación superior existentes en la ciudad. En la ciudad se establecen algunas de las Universidades más importantes de Chile, como la Pontificia Universidad Católica de Valparaíso, Universidad de Playa Ancha, Universidad de Valparaíso y la Universidad Técnica Federico Santa María. Esta última universidad es visible desde gran parte de la ciudad, pues está emplazada sobre la parte frontal del Cerro Placeres, y posee una característica construcción de estilo gótico y tudor renacentista. Además, la ciudad cuenta con múltiples instituciones de educación superior no tradicionales de variado tamaño, calidad y enfoque.
|  | Universidad                                            | Fundación | Acrónimo  | Tipo                 |
|  | ------------------------------------------------------ | --------- | --------- | -------------------- |
|  | Pontificia Universidad Católica de Valparaíso          | 1925      | UCV/PUCV  | privada, tradicional |
|  | Universidad Técnica Federico Santa María               | 1931      | UTFSM/USM | privada, tradicional |
|  | Universidad de Playa Ancha de Ciencias de la Educación | 1948      | UPLA      | pública              |
|  | Universidad de Valparaíso                              | 1981      | UV        | pública              |

## Deportes

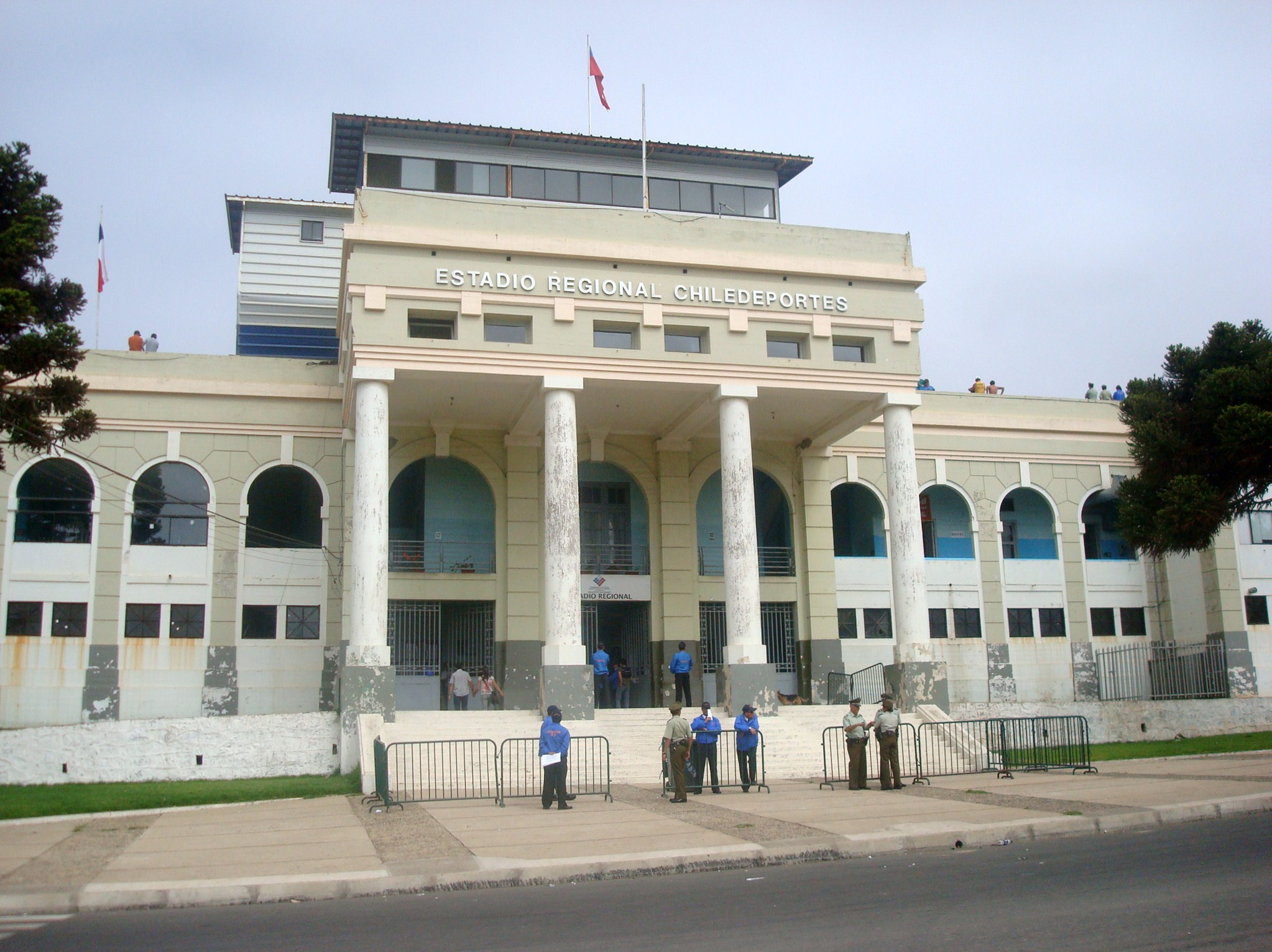
Entrada del Estadio Elías Figueroa Brander, ubicado en el cerro Playa Ancha.

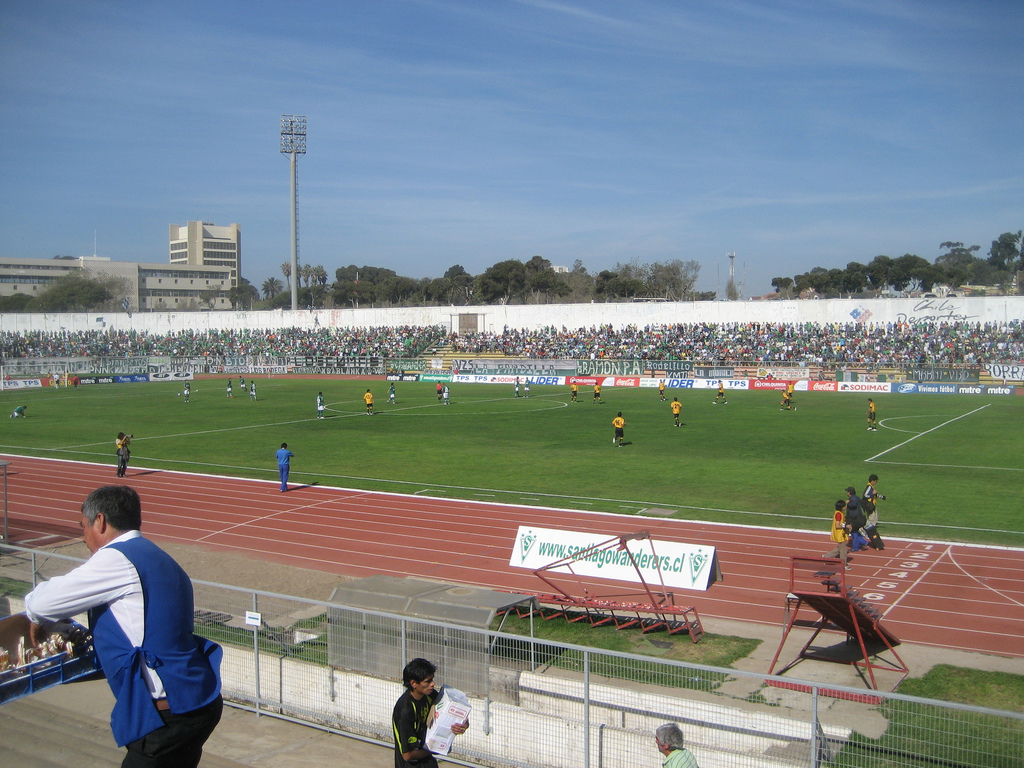
El antiguo Estadio Regional Chiledeportes durante un encuentro de Santiago Wanderers.

Gracias a su posición como puerto estratégico en el Pacífico, una gran cantidad de comerciantes extranjeros se radicaron en Valparaíso desde la segunda década del siglo XIX, siendo los inmigrantes británicos quienes introdujeron varios deportes en la ciudad. Los primeros encuentros en Chile de críquet, tenis, bádminton, rugby, golf, hockey y fútbol tuvieron lugar en Valparaíso.
Con respecto a este último, el deporte más popular del país y de la ciudad, comenzó dedicado exclusivamente a la colectividad británica residente bajo el patrocinamiento de distintas instituciones como el Mac Kay and Sutherland School —a cuyo alero nació el Mackay and Sutherland Football Club, considerado el primer club de fútbol de la historia de Chile—, y el Valparaíso Sporting Club. En este contexto, en 1889 se comienza a dar vida al Valparaíso F.C., la primera organización futbolística del país sin relación con un establecimiento educacional, cuya fundación oficial data de 1892. La popularidad del deporte comenzó a crecer paulatinamente y se formaron varios otros equipos en la ciudad, ya no solo de británicos, sino que también de chilenos como el Santiago Wanderers, fundado el 15 de agosto de 1892, y que fue uno de los primeros cuadros donde los futbolistas nacionales eran mayoría, o el Everton fundado el 24 de junio de 1909. Este último club decidió trasladarse a la vecina ciudad de Viña del Mar en 1943. En 1895 se creó la Football Association of Chile, que agrupaba a los principales clubes de Valparaíso, pero para los años 1920 el puerto fue perdiendo la hegemonía futbolística nacional a favor de la capital del país y finalmente la sede de la Federación de Fútbol de Chile fue trasladada a Santiago.
Luego de la creación del primer torneo profesional en la capital en 1933, Santiago Wanderers se convirtió en el primer club no santiaguino en participar del campeonato nacional tras hacerlo por primera vez en el torneo de 1937, sin embargo, esta primera incursión solo duró una temporada. A comienzos de los años 1940 el equipo en conjunto a otros equipos formaron la Asociación Porteña de Fútbol Profesional, que tuvo una corta duración. En 1944 Wanderers se incorporó definitivamente a los torneos nacionales organizados por la Asociación Central de Fútbol y actualmente se encuentra jugando en la Primera División de Chile, torneo que ha conseguido en tres oportunidades: 1958, 1968 y 2001. Cabe destacar que otros dos equipos, ya desaparecidos, también compitieron en torneos de carácter nacional, eso sí durante breves periodos: La Cruz F.C. en 1954 y Valparaíso Ferroviarios entre 1962 y 1963, ambos en Segunda División.
El principal recinto deportivo de la ciudad es el Estadio Elías Figueroa Brander, más conocido como Estadio Playa Ancha, al ubicarse en dicho cerro. El estadio, donde habitualmente juega de local Santiago Wanderers, cuenta con una capacidad de 18.500 espectadores y es propiedad del Gobierno Regional. Fue sede de la Copa Mundial de Fútbol Juvenil de 1987, de la Copa América 1991 y de la Copa América 2015.
Aparte del fútbol, otros deportes son practicados en Valparaíso, pero con mucha menor concurrencia, dentro de los que cabe mencionar el básquetbol, de larga tradición en la ciudad y que se desarrolla principalmente en el Fortín Prat. En la actualidad, la Unión Española de Deportes participa en la Liga Nacional de Básquetbol.

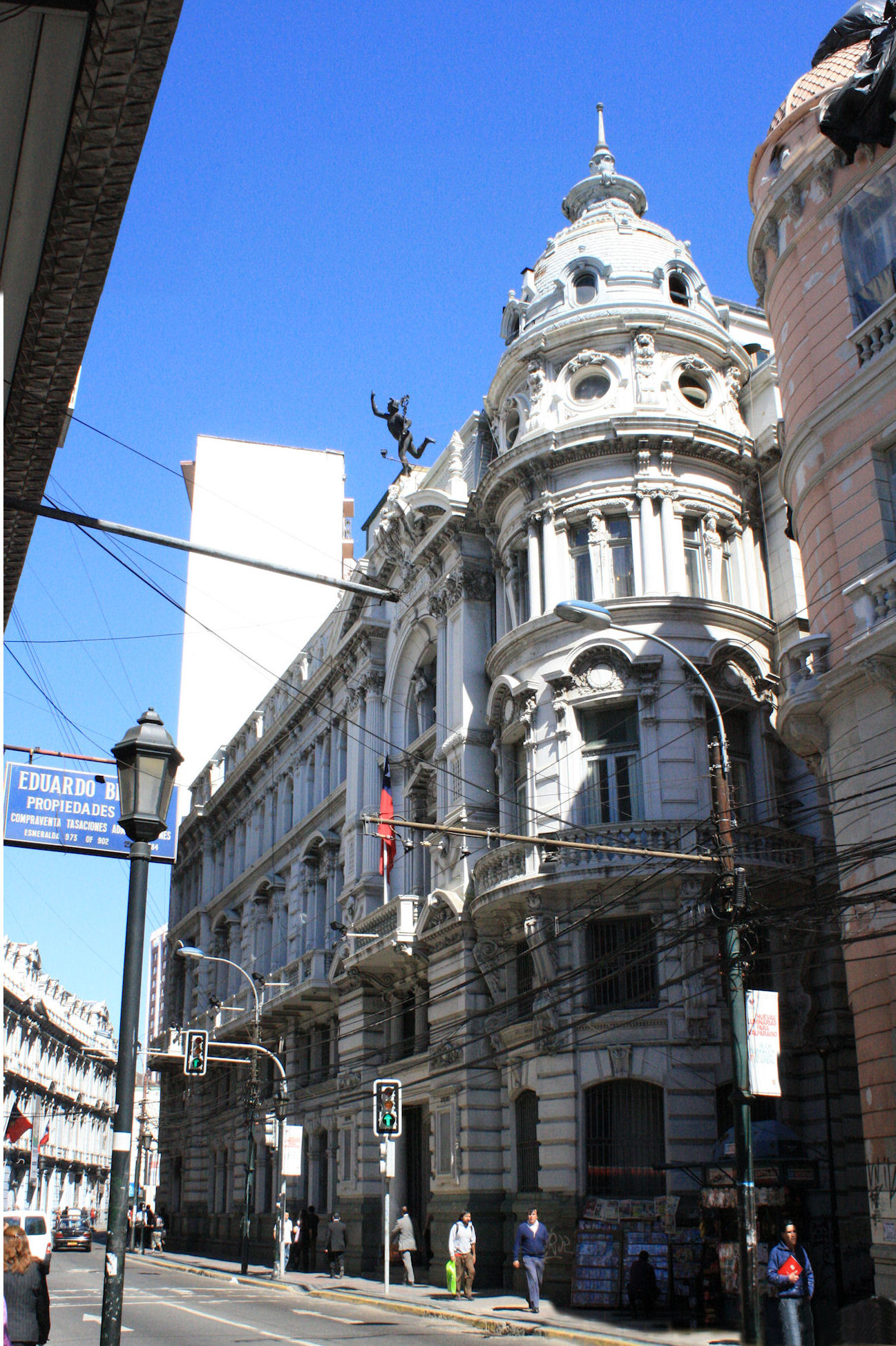
Edificio de El Mercurio de Valparaíso.

| Equipo                               | Deporte    | Competición                            | Estadio                        | Creación |
| ------------------------------------ | ---------- | -------------------------------------- | ------------------------------ | -------- |
| Club de Deportes Santiago Wanderers  | Fútbol     | Primera División de Chile              | Estadio Elías Figueroa Brander | 1892     |
| Unión Española de Deportes           | Baloncesto | Liga Nacional de Básquetbol            | Fortín Prat                    | 1919     |
| Societá Sportiva Italiana Valparaíso | Baloncesto | Libcentro A                            | Fortín Prat                    | 1917     |
| Club Deportivo New Crusaders         | Baloncesto | Asociación de Básquetbol de Valparaíso | Fortín Prat                    | 1912     |

## Guarnición
| Rama              | Unidad militar |
| ----------------- | --- |
| Ejército de Chile | - Regimiento de Infantería n.º 2 «Maipo» |
| Armada de Chile   | Comandancia en Jefe de la Armada - Comandancia de la Primera Zona Naval - Escuela Naval Arturo Prat - Astilleros y Maestranzas de la Armada - Museo Marítimo Nacional - Dirección General del Territorio Marítimo y Marina Mercante - Servicio Hidrográfico y Oceanográfico de la Armada de Chile |

## Medios de comunicación

### Prensa
La prensa porteña comenzó su desarrollo a comienzos del siglo XIX, periodo en que fueron fundados una gran cantidad de periódicos. En la actualidad, dos diarios son editados en la ciudad: El Mercurio de Valparaíso, cuyo primer número salió el 12 de septiembre de 1827, es el periódico más antiguo publicado en forma ininterrumpida en Chile y en el mundo en lengua castellana; y La Estrella de Valparaíso, fundado en 1921. Ambos son propiedad del consorcio periodístico El Mercurio S.A.P., y tienen alcance y cobertura dedicada a noticias de toda la Región. En Valparaíso también se pueden adquirir los periódicos nacionales de mayor difusión. Entre los diarios desaparecidos que se publicaron en la ciudad destacan el conservador La Unión de Valparaíso y El Heraldo (1888-1953, con interrupciones).

### Radio
Con respecto a la radiodifusión, en Valparaíso y su área metropolitana pueden sintonizarse las principales cadenas de radio de cobertura nacional, algunas de las cuales tienen espacios diferenciados dedicados a la actualidad local en sus desconexiones o cuentan con programación exclusiva; y de cobertura regional. De las emisoras radiales que tienen su asiento en la ciudad, destacan las radios Portales de Valparaíso, Congreso, Valparaíso, Valentín Letelier y Stella Maris, entre otras. Por su cercanía también capta señales de ciudades cercanas como Viña del Mar (de hecho tienen las mismas frecuencias).
FM
- 88.1 MHz Radio Cooperativa
- 88.5 MHz Radio Amor (Tropical)
- 88.9 MHz Romance
- 89.5 MHz Radio Portales de Valparaíso
- 89.9 MHz FM Okey
- 90.3 MHz Radioactiva
- 90.7 MHz Romántica FM
- 91.1 MHz Radio Somos
- 91.7 MHz Los 40
- 92.1 MHz Radio Infinita
- 92.5 MHz Radio Agricultura
- 93.1 MHz Radio Concierto
- 93.7 MHz Radio Festival
- 94.1 MHz ADN Radio Chile
- 94.5 MHz Radio Bío-Bío
- 94.9 MHz Digital FM
- 95.9 MHz X FM
- 96.7 MHz Pauta FM
- 97.3 MHz Radio Valentín Letelier
- 98.1 MHz Radio Carnaval
- 98.9 MHz Radio Carolina
- 99.3 MHz Radio Amor (Cristiana)
- 99.7 MHz Radio Universidad Técnica Federico Santa María
- 100.1 MHz Radio Punto 7
- 100.5 MHz Corazón FM
- 101.1 MHz Tele13 Radio
- 101.7 MHz Radio Armonía
- 102.1 MHz Radio Beethoven
- 102.5 MHz Radio Valparaíso
- 102.9 MHz El Conquistador FM
- 103.5 MHz UCV Radio
- 104.1 MHz Duna FM
- 104.5 MHz FM Dos
- 105.1 MHz Radio Congreso
- 105.7 MHz Radio Pudahuel
- 106.3 MHz Manantial FM
- 106.7 MHz Radio Fe
- 107.1 MHz Bohemia FM
- 107.3 MHz Crash Radio (Viña del Mar)
- 107.5 MHz Radio Virgo
- 107.7 MHz Viña FM
- 107.9 MHz Ritoque FM

AM
- 630 kHz Radio Stella Maris
- 730 kHz Radio Colo Colo
- 800 kHz Radio María Chile
- 840 kHz Radio Portales de Valparaíso
- 900 kHz Radio La Señal
- 940 kHz Radio Valentín Letelier
- 980 kHz Radio Corporación
- 1100 kHz Radio BBN
- 1210 kHz Radio Valparaíso
- 1270 kHz Radio Festival
- 1310 kHz Radio Nacional de Valparaíso
- 1340 kHz Radio Divina
- 1410 kHz Radio Amor
- 1450 kHz Radio Universidad Técnica Federico Santa María
- 1600 kHz Radio Fe

### Televisión
Valparaíso fue la cuna de UCV Televisión (actual TV+), estación perteneciente a la Universidad Católica del puerto. Es la red televisiva más antigua del país —salió al aire por primera vez en 1957—, y la única de alcance nacional que transmite desde fuera de Santiago: emite desde la vecina Viña del Mar.
- 09 (VTR) Quintavisión
- 24 / 8.1 (TVD) Canal 13 HD
- 24 / 8.2 (TVD) T13 En Vivo
- 25 / 25.1 (TVD) Nuevo Tiempo HD1
- 25 / 25.2 (TVD) Nuevo Tiempo HD2
- 25 / 25.3 (TVD) Radio Nuevo Tiempo
- 27 / 5.1 (TVD) Mega HD
- 27 / 5.2 (TVD) Mega 2
- 28 / 2.1 (TVD) La Red HD
- 28 / 2.2 (TVD) La Red 2
- 29 / 4.1 (TVD) TV+ HD
- 29 / 4.2 (TVD) TV MÁS 2
- 29 / 4.3 (TVD) UCV TV
- 33 / 12.1 (TVD) TVN HD
- 33 / 12.2 (TVD) NTV
- 40 / 10.1 (TVD) CHV HD
- 40 / 10.2 (TVD) UChile TV
- 46 / 46.1 (TVD) Bío Bío TV HD
- 784 (Mundo) Plaza TV

## Ciudades hermanadas
Valparaíso ha firmado acuerdos de hermandad con otras ciudades del mundo, entre las que se encuentran:
- Oviedo, España (1972)[70]
- Novorossiysk, Rusia (1972)[71]
- Bat Yam, Israel (1980)[72]
- Arequipa, Perú (1989)[73]
- Melaka, Malasia (1991)[74]
- Santa Fe (Granada), España(1991)[75]
- Córdoba, Argentina (1993)[76]
- Rosario, Argentina (1997)[77]
- Callao, Perú (1998) [78]
- Busan, Corea del Sur (1999)[79]
- Barcelona, España (2001)[80]
- Shanghái, China (2001)[81]
- Guanajuato, México (2002)[82]
- Odessa, Ucrania (2004)[83]
- Veracruz, México (2008)[84]
- Godoy Cruz, Argentina (2009)[85]
- Piriápolis, Uruguay (2009)[86]
- Antigua Guatemala, Guatemala (2010)[87]
- Gwangyang, Corea del Sur (2010)[88]
- Mersin, Turquía (2012)[89]
- Bilbao, España (2013)[90]
- Xochimilco, México (2013)[91]
- Tánger, Marruecos (2014)[92]
- Salvador de Bahía, Brasil.